# Mötley Crüe
Mötley Crüe es una banda estadounidense de hard rock y heavy metal formada en Los Ángeles, California, en 1981 por el bajista Nikki Sixx y el baterista Tommy Lee a los que más tarde se les unirían el guitarrista Mick Mars y el vocalista Vince Neil. Con 25 millones de copias vendidas sólo en Estados Unidos y más de 100 millones en todo el mundo, es considerada como una de las bandas más importantes de la escena «glam» y Heavy metal, tanto en los años 1980 como en la actualidad y como una de las más influyentes en la escena mundial. La formación de la banda ha tenido varios cambios durante su carrera. Vince Neil salió en 1992 y fue reemplazado por John Corabi, aunque volvió en 1997. Tommy Lee salió en 1999 y fue reemplazado por Randy Castillo, quien murió en 2002 y fue sustituido por Samantha Maloney hasta 2004, cuando volvió Tommy Lee. Solo grabaron dos álbumes en que faltara alguno de los miembros originales.
La banda tuvo un gran éxito en la década de 1980 por ser uno de los exponentes más grandes del glam metal ya que ayudó mucho en la popularidad de ese género con sus dos primeros álbumes Too Fast for Love de 1981 y Shout at the Devil de 1983. Destacaron con canciones como «Shout at the Devil», «Home Sweet Home», «Girls, Girls, Girls», «Smokin' in the Boys Room», «Too Young to Fall in Love», «Wild Side», «Kickstart My Heart» y «Dr. Feelgood», entre otras. Los álbumes más exitosos de Mötley Crüe fueron durante la década de 1980, en la cual se convirtieron en una de las bandas más grandes del género del heavy metal, ya que en esta misma década fue cuando se desató el glam metal o hair metal, al que Mötley Crüe contribuyó con los antes ya mencionados Too Fast for Love (1981), Shout at the Devil (1983), Theatre of Pain (1985) y Girls, Girls, Girls (1987). Esto los convirtió en una de las bandas más populares de glam metal en los años 80.
En 1989, después de haber entrado en rehabilitación y estar sobrios, publicaron su álbum Dr. Feelgood, su único álbum número 1 y el más exitoso de la banda hasta la fecha. El 14 de octubre de ese año Dr. Feelgood se convirtió en su único álbum n.º 1, y se mantuvo en el Top 100 de Billboard por 109 semanas después de su lanzamiento. Con Dr. Feelgood la banda fue nominada a dos American Music Awards en la categoría de «Mejor álbum de heavy metal/hard rock», una vez fue en 1990 y otra en 1991, donde solamente ganaron en 1991. Gracias a este álbum Mötley Crüe ganó su primer premio. En toda su carrera, la banda ha sido nominada varias veces en los American Music Awards, Grammy Awards y MTV Video Music Awards, siendo esta la única vez en la que ganaron. En los años 1990, la popularidad de la banda comenzó a bajar y también la del glam metal, por la popularidad del nuevo género que estaba surgiendo en ese entonces, el «Grunge». El vocalista Vince Neil anunció que dejaba la banda. Nikki Sixx dice que Vince renunció, mientras que Vince dice que fue despedido. La banda lanzó el álbum Mötley Crüe (1994), el cual fue el primer y único álbum de la banda con el vocalista John Corabi. Este álbum en comparación con los que habían lanzado antes fue un fracaso comercial, al igual que su siguiente álbum, Generation Swine (1997).
En el año 2000, la banda lanzó New Tattoo, álbum en el que no participaba el baterista original Tommy Lee, ya que un año antes había dejado la banda para desarrollar una carrera como solista, por lo que fue reemplazado por Randy Castillo (quien tocó con Ozzy Osbourne). En este álbum la banda mostró de nuevo el sonido glam que les otorgó gran éxito comercial en los 80s. En el año 2006, Mötley Crüe fue introducido en el Paseo de la Fama de Hollywood. En la actualidad los miembros de la banda son más conocidos por sus duros estilos de vida en los que viven. Todos los integrantes han tenido numerosos y diferentes problemas con la ley, han pasado un tiempo en la cárcel, sufren de alcoholismo, grandes adicciones a las drogas, han estado en sinnúmero de aventuras amorososas y poseen muchísimos tatuajes. Su noveno álbum de estudio, Saints of Los Angeles, fue lanzado el 24 de junio de 2008, en este álbum participa la formación original de la banda. Actualmente están escribiendo nuevo material para su próximo álbum. El canal VH1 los clasificó en el puesto #29 en su lista «VH1's 100 Greatest Artists of Hard Rock» (Los 100 más grandes artistas del hard rock), y también MTV los clasificó en el puesto #10 en su lista «The Greatest Metal Bands of all Time» (Las bandas de metal más grandes de todos los tiempos).
A inicios de 2014 la banda firmó un pacto en el cual establece su separación de una manera pacífica, por lo que cada integrante señala que "todo debe de llegar a su fin". Esto permitirá a cada miembro dedicarse a sus proyectos como solistas, en este caso Nikki Sixx a su proyecto homónimo Sixx:A.M., Tommy Lee con otros proyectos alternos y Mick Mars podrá descansar debido a sus problemas de salud.
Vince Neil señaló que extrañará muchísimo los conciertos con el grupo pero que individualmente no será su fin como músico en la carrera del rock. Tommy Lee agregó que la banda nunca tocará en ferias o cantinas si no en buenos escenarios por lo tanto su trabajo había terminado, Mick Mars remató humorísticamente diciendo que en 33 años de carrera con la banda tuvieron más dramas que en la telenovela General Hospital.
Además, la banda realizó una gira mundial que terminó a fines de 2015 y contó con la presentación especial de Alice Cooper, Lucifer's Friend. Y han sacado un nuevo sencillo, "All Bad Thing", que se supone por muchos fan debe ser un adelanto de un nuevo disco. Pero lo cierto es que en el fin de 2015 los miembros de Mötley Crüe pusieron punto final a la banda.
A principios de 2019, y a raíz del estreno en la plataforma Netflix del film "The Dirt", adaptación cinematográfica del libro homónimo sobre la historia de la banda, el grupo se planteó volver a los escenarios con ánimos renovados. La banda anuncia un monstruoso tour por USA tocando esta vez en grandes estadios, llamándola "The Stadium Tour". Diferentes problemas (como el sobrepeso de Vince Neil y el empeoramiento de la enfermedad crónica de Mick Mars) obstaculizaron la puesta en marcha de la súper gira de regreso. A lo que hubo que añadir la pandemia de la COVID.
Finalmente se anunció el verano de 2022 como la fecha de inicio del Tour, en el que Mötley Crüe girará junto a grupos de Glam Metal de renombre como Poison, Def Leppard, y también con Joan Jett. El tour empezará en USA pero se anuncia que durante 2023 y 2024 llegará también a Europa.
A finales de 2022, sin embargo, Mick Mars anuncia que renuncia y se retira de la banda por problemas de salud, si bien días más tarde presenta una demanda contra sus excompañeros de banda por las consecuencias legales de su salida de la misma. Mars será sustituido por el guitarrista John 5, que tocó anteriormente con Marilyn Manson.

## Historia

### Formación y primeros años

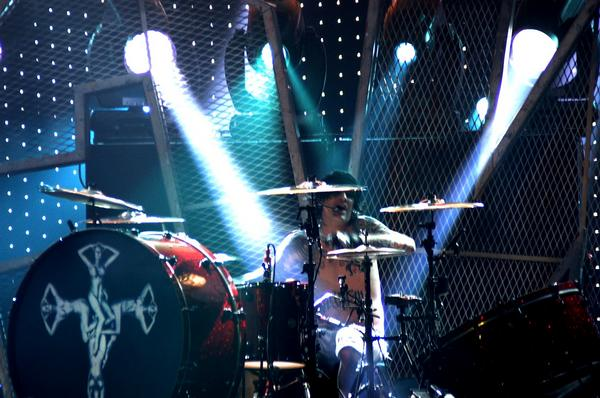
Thomas Lee Bass, conocido como «Tommy Lee», es el baterista de la banda Mötley Crüe. También es muy conocido por haber estado casado con Pamela Anderson en los años 1990.

Mötley Crüe fue formada en Los Ángeles el 17 de enero de 1981, después de que el bajista Nikki Sixx dejó la banda London que él y Lizzie Grey habían formado en 1979 (después de que Sixx fuera despedido de la banda de Blackie Lawless, Sister). London también fue la primera banda en la que tocaron Izzy Stradlin y Slash (después guitarristas de Guns N' Roses) y también Fred Coury, batería de Cinderella. El baterista Tommy Lee tocaba con Greg Leon en una banda llamada Suite 19. Nikki y Tommy decidieron tocar juntos, pero Leon no los acompañaría.
Nikki y Tommy conocieron a Mick Mars por medio de un anuncio en el periódico de Los Angeles The Recycler, el cual se describía a sí mismo como "a loud, rude and aggressive guitar player" que traducido sería algo como "un guitarrista ruidoso, grosero y agresivo". Lee y Sixx contrataron a Mars prácticamente en el momento que lo conocieron.
Tommy Lee y Vince Neil se conocían desde la preparatoria y fue sugerencia de Mars el contratar a Neil, después de verlo con su banda Rock Candy. Al principio, Vince rechazó una audición con Mötley Crüe. Sin embargo, después de que Rock Candy se disolviera, a pesar de que un vocalista llamado O'Dean fue a una audición, Lee volvió a contactar a Vince, quien esta vez decidió ir a una audición para Mötley Crüe.
Mick Mars fue quien contribuyó con el nombre de la banda,cabe recalcar que mick era el mayor de la banda,ya que era un nombre que había quedado grabado en su cabeza desde que tocaba en su otra banda, White Horse. También existe el rumor de que la banda había considerado el nombre «Christmas» (Navidad) antes de escoger Mötley Crüe. Según Nikki Sixx en el episodio Behind the Music dedicado a la banda en VH1, Christmas fue sugerencia suya, pensando que un nombre familiar y popular atraería a los fanes por sí solo.

### Too Fast for Love (1981-1983)
Pronto conocieron a su primer mánager, Allan Coffman. El cuñado de Coffman, Robert Crouch, era uno de los técnicos de la banda, y Coffman era dueño de una compañía contratista en Grass Valley, California, buscando invertir dinero en el negocio del entretenimiento. El primer sencillo de la banda fue «Stick to Your Guns/Toast of the Town», lanzado bajo su propio sello «Leathür Records». En 1981, su primer álbum Too Fast for Love, fue producido por ellos mismos y lanzado en Leathür, con ventas superiores a los 20 mil discos, cosa inédita en un grupo sin apoyo de una discográfica, lo que atrajo rápidamente la atención de productores que no tardaron en contratar a la banda para Elektra. Coffman y su asistente Eric Greif organizaron un tour por Canadá, mientras que usaban el éxito de la banda en Los Ángeles para negociar con otras discográficas, finalmente firmando un contrato con Elektra Records en la primavera de 1982. Debido a la insistencia de Elektra, el primer álbum de la banda fue editado por el productor Roy Thomas Baker, y fue lanzado al mercado una vez más el 20 de agosto de 1982. Durante el tour «Crüesing Through Canada ‘82» ocurrieron varios incidentes. El primero fue el arresto y liberación de la banda en el Aeropuerto Internacional de Edmonton, Canadá. La causa fue que los integrantes de la banda llevaban puestos sus trajes con púas y picos en la aduana y que el equipaje de mano de Vince Neil estaba lleno de revistas pornográficas. Estos artículos fueron confiscados y destruidos por ser «armas peligrosas» y «material indecente». Después hubo una amenaza de bomba contra la banda, que finalmente resultó ser un stunt publicitario de Eric Greif. Finalmente, Tommy Lee arrojó un televisor por la ventana del Sheraton Caravan Hotel.
En 1983 la banda cambió de representante a Doug Thaler y Doc McGhee. McGhee es conocido también por ser mánager de Bon Jovi y más tarde sería de Kiss, comenzando su gira de reunión en 1996.

### Shout at the Devil (1983-1985)
Después de tocar en el US Festival y con la ayuda de los nuevos medios de MTV, la banda comenzó a ganar popularidad. Mötley Crüe además de ser conocidos por su música, también eran bastante conocidos por sus vestimentas alocadas, tacones altos, maquillaje y su confirmado e infinito abuso del alcohol y las drogas (The Dirt, libro autobiográfico).

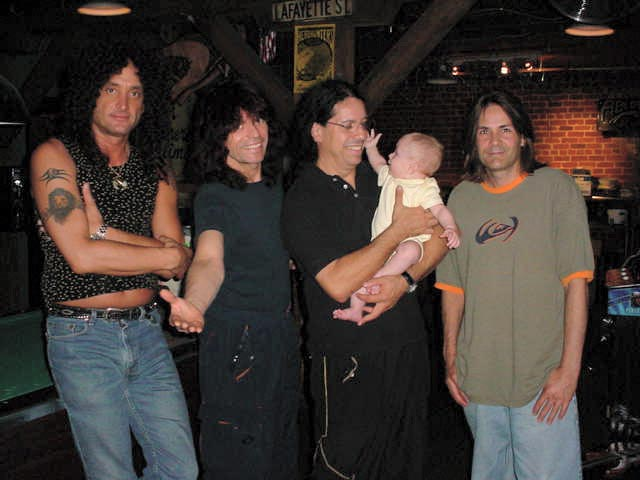
Además de que Mötley Crüe fue uno de los grandes exponentes del glam metal, también se atribuyen sus inicios al álbum de Quiet Riot Metal Health, en el momento de alcanzar el primer lugar en la lista de Billboard en 1983.

El segundo álbum de la banda Shout at the Devil fue lanzado el 26 de septiembre de 1983. Este álbum, junto con su predecesor Too Fast for Love, es considerado uno de los más influyentes en su género. Shout at the Devil es un buen ejemplo del heavy metal «glammer» clásico de los 80s. Este álbum contiene un cover de la canción «Helter Skelter» de The Beatles. Los temas de las canciones incluyeron temas como sexo, temas satánicos, violencia y rebelión en la juventud. Además, la influencia visual de la banda durante esta era es muy perceptible, con sus largas cabelleras, maquillaje y una imagen agresiva, violenta y ruda; los cuales contribuyeron bastante a la imagen del glam metal. Comenzaron a salir de gira en grandes festivales como el US Festival 83' y en el Monsters of Rock también ese mismo año. También fueron teloneros de grandes bandas como Kiss y Ozzy Osbourne.
De este álbum salieron 3 sencillos, «Looks That Kill», «Too Young to Fall in Love» y «Helter Skelter». Shout at the Devil llegó a los 4 millones de copias vendidas el 15 de mayo de 1997.

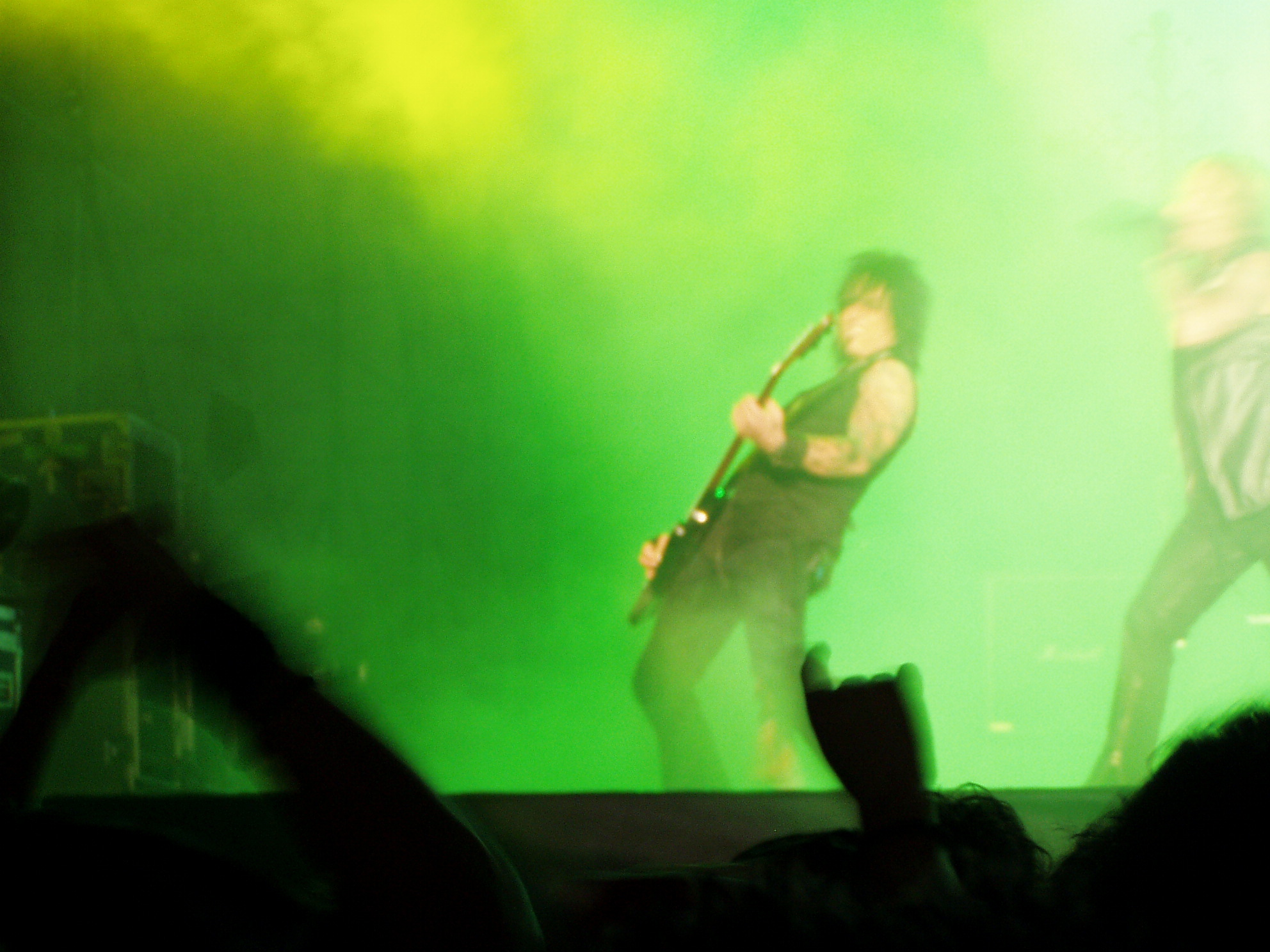
Nikki Sixx, bajista de la banda, conocido por su fuerte drogadicción que lo llevó a la muerte y unas horas más tarde resucitó en 1987. Este hecho le sirvió de inspiración para escribir la canción «Kickstart My Heart».

### Theatre of Pain y Hear n' Aid (1985-1987)
La banda también tuvo dificultades en su vida y con la ley. En 1984, Vince Neil estrelló su automóvil en el camino a la licorería. Su acompañante Nicholas «Razzle» Dingley, baterista de Hanoi Rocks, murió en el accidente. Vince fue acusado de conducir en estado de ebriedad y homicidio, siendo condenado a 30 días en prisión (de los cuales sólo cumplió 18).
Hacia mediados de febrero de 1985, la banda regresa al estudio para preparar su siguiente álbum con el título provisional de «Entertainment Or Death», en los estudios Cherokee y con Tom Werman al mando. El título y la temática del nuevo álbum estaba inspirado en la «Commedia dell’arte», una popular forma de comedia empleando diálogos improvisados y personajes enmascarados, que floreció en Italia entre los siglos XVI y XVIII. Nikki había investigado algo sobre este tema, y también había leído el ensayo «El Teatro de la Crueldad» de Antonin Artaud. En ambas lecturas Nikki quedó intrigado con los arlequines o bufones, personajes que vistiendo coloridos trajes eran decapitados si fallaban en su labor de entretener al rey.
Mötley entró al estudio con solo 5 temas compuestos por Nikki. «Home Sweet Home» era uno de esos temas, que quisieron convertirlo en su propio «Dream On» o «Stairway to Heaven». Después de oír a Tommy ensayando el tema en un piano, Tom Werman convenció a los demás de grabar la canción con un pequeño teclado Roland en su lugar. Y por alguna extraña razón, a los «Crüe» se les dio por llenar el estudio de antigüedades. Mientras Nikki se esforzaba por componer más canciones estando completamente drogado, Vince acudía al estudio en limosina o en su moto Harley Davidson por estar suspendido su carnet de conducir.
Una tarde de marzo, cuando Nikki y Vince iban al estudio en el recién estrenado jeep de Nikki, un tipo, conduciendo un «Cadillac Eldorado» plata de 1980, que se había pasado una luz roja, golpeó el carro de Nikki y se dio a la fuga. Ambos treparon rápidamente a un taxi e iniciaron una persecución por el Hollywood Boulevard. Finalmente lo alcanzaron después de que el perseguido había golpeado otros 8 carros en su huida. Vince se bajó del taxi y lo primero que hizo fue romper el parabrisas del Cadillac de una patada para luego aprehenderlo con sus propias manos. Nikki mientras tanto iba a la gasolinera más cercana para llamar a la policía y narrarles lo ocurrido. Una vez que ellos llegaron les informaron a los Mötley que habían sido responsables de la captura de uno de los más buscados por la policía de Los Ángeles por innumerables accidentes y fugas en coche.
Para abril Nikki visita las oficinas de su sello Elektra en México, para recibir, a nombre de la banda, el premio al artista más popular en tierras aztecas, superando incluso a Prince. A su regreso continúan con la labor en estudio pero esta vez se trasladan a las salas de Pasha y Record Plant West con Duane Baron como ingeniero. Las mezclas finales se harían en Pasha mientras que las percusiones de Tommy se grabaron en sólo 4 días en Record Plant. Todas las guitarras de Mick habían sido ya grabadas en Cherokee. Aparte de «Fight For Your Rights», «Save Our Souls», otros temas que fueron grabados, pero no vieron la luz hasta la salida del álbum, fueron «So Good, So Bad» y «Mood Ring».
Un video promocional para este álbum se filmó. Se trataba de la versión de «Smokin' in the Boys Room», tema original de la banda de Detroit Brownsville Station, que llegó al número 3 de los charts en 1973. Mötley Crüe usualmente tocaba esta canción durante las pruebas de sonido y jams, y Vince sugirió grabarla para el álbum, ya que él también la tocaba con su anterior banda Rock Candy. Al productor Tom Werman le encantó la versión al punto que sugirió grabar también el tema «Mississippi Queen» de Mountain. El video en cuestión se rodó en la escuela secundaria de Woodland Hills en San Fernando Valley, California, y se terminó dos días antes del lanzamiento del álbum. El actor Michael Berryman (que protagonizó las películas «One Flew Over The Cuckoo’s Nest» y «The Hills Have Eyes») interpretó al director de esta escuela, cuya historia gira en torno a un alumno llamado Jimmy. Mick rápidamente se hizo amigo de Berryman, quien nació con una condición clínica llamada «Displasia Ectodérmica Hipohidrótica», que evita la formación de cabello, uñas, dientes y glándulas sudoríparas.
Theatre of Pain fue el tercer álbum de la banda, que fue lanzado el 21 de junio de 1985. Su lanzamiento se dio después del arresto del cantante Vince Neil por homicidio vehicular y se alejaba un poco del sonido de heavy metal de su predecesor Shout at the Devil hacia un estilo más glam rock, tanto en sonido como en imagen. El álbum llegó al puesto #6 en EE. UU. y al #36 en el Reino Unido. Incluía los éxitos «Smokin' in the Boys Room», una versión de la banda Brownsville Station y la power ballad «Home Sweet Home».
El mánager Doug Thaler se había tatuado la frase «Entertainment Or Death» en un brazo, pensando que ese sería el título del disco, pero este fue cambiado sólo una semana después de tatuarse. La ilustración de la portada fue hecha por Dave Williardson, y muestra dos máscaras de teatro, una usando un pentagrama invertido. El concepto de la misma fue desarrollado por Nikki con Bob Defrin, quien también diseñó el nuevo logo de los «Crüe».
El disco incluye en su lista final a «Louder Than Hell», que fuera grabada como demo de las sesiones del álbum Shout at the Devil con el nombre «Hotter Than Hell». La canción «Tonight (We Need A Lover)» también fue creada a partir de un demo de la misma época llamado «Black Widow», que se suponía terminaría como banda sonora para una película con Michael Monroe de Hanoi Rocks en voces y la colaboración de Gene Simmons. «Save Our Souls» se escribió a partir de unos versos tomados de «Running Wild In the Night», a falta de material fresco para grabar.
En una entrevista realizada por la revista Circus, durante la grabación de este álbum, Theatre of Pain, realizaron un comentario donde decían que «para ser 4 tipos que no habían terminado la high school no les había ido tan mal».
A partir de este álbum fue cuando empezaron a realizar giras como cabezas de cartel. «Smokin' In The Boys Room» fue el primer sencillo de Mötley Crüe en entrar en el top 40 de las listas de grandes éxitos. «Use It Or Lose It» fue el lado B de este sencillo.
De este álbum se extrajeron 3 sencillos, «Smokin' in the Boys Room», «Home Sweet Home», este más tarde sería lanzado también como sencillo del álbum recopilatorio Decade of Decadence, titulado «Home Sweet Home '91» y «Keep Your Eye On the Money».
Este álbum fue dedicado al antiguo miembro de Hanoi Rocks, Nicholas «Razzle» Dingley, quien murió en el accidente automovilístico que resultó en el arresto de Vince Neil.

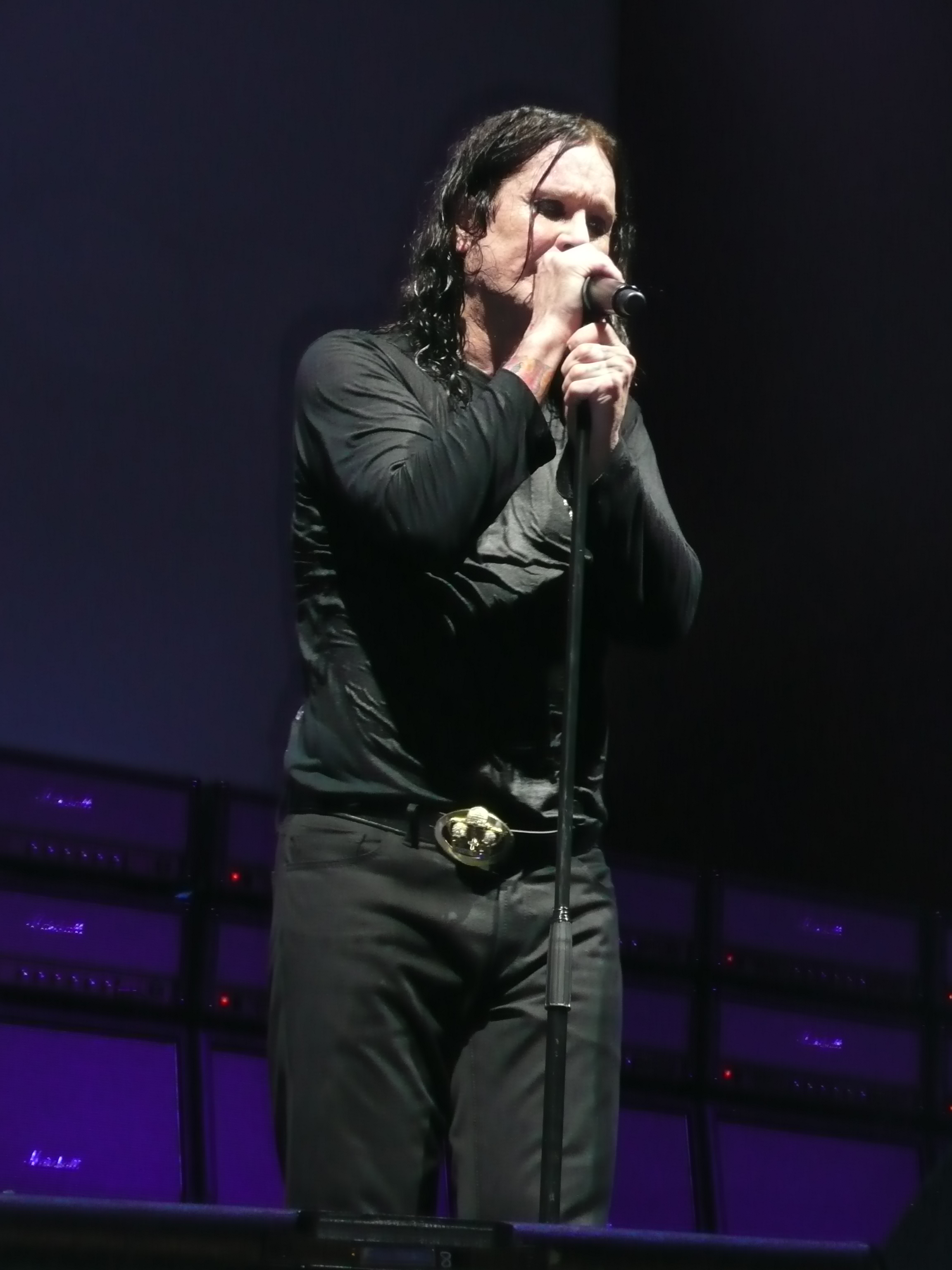
En una ocasión Ozzy Osbourne, también conocido como «El Padrino del Heavy Metal», estando drogado, inhaló una fila de hormigas de la acera y luego bebió su propia orina. Tras esto retó a Nikki a que repitiera lo realizado.

En 1985, Mick Mars y Vince Neil participaron en Hear n' Aid, un esfuerzo en conjunto de la escena del heavy metal de los años ochenta, con el fin de recaudar dinero para mitigar el hambre en África. Fue ideado por los músicos Jimmy Bain (Rainbow y Dio), y Vivian Campbell (Dio, Whitesnake y Def Leppard), al darse cuenta de que la participación de las estrellas del metal en este ámbito era escasa. Extendieron la idea a Ronnie James Dio, y juntos compusieron la canción insignia de este proyecto: «Stars». El proyecto incluía miembros de bandas como Dio, Quiet Riot, Giuffria, Iron Maiden, Twisted Sister, Queensrÿche, Blue Öyster Cult, Dokken, Night Ranger, Judas Priest, W.A.S.P., Journey, Rough Cutt, Y&T, y Vanilla Fudge. Los vocalistas eran Ronnie James Dio, Rob Halford, Kevin DuBrow, Eric Bloom, Geoff Tate, Dave Meniketti, Don Dokken y Paul Shortino. Vivian Campbell, Carlos Cavazo, Buck Dharma, Brad Gillis, Craig Goldy, George Lynch, Yngwie Malmsteen, Eddie Ojeda y Neal Schon añadieron solos a la canción. El sencillo de la canción «Stars» alcanzó el puesto #26 en el UK Singles Chart en abril de 1986.
En 1986, Mötley Crüe lanzó un VHS titulado Mötley Crüe: Uncensored, que contenía 5 videos, desde Too Fast For Love hasta Theatre of Pain. Contaba con los videos «Live Wire», «Looks That Kill», «Too Young to Fall in Love», «Smokin' in the Boys Room» y «Home Sweet Home».

### Girls, Girls, Girls (1987-1989)
Cuando el cantante Vince Neil pudo superar el juicio por homicidio vehicular involuntario en el cual estaba involucrado los Crüe fueron capaces de concentrarse exclusivamente en la música. De esta manera a pesar de la caída en las profundidades por el duro abuso de drogas y alcohol, Mötley Crüe lanzó otro álbum mega exitoso en 1987 titulado Girls, Girls, Girls. El disco salió al mercado el 15 de mayo de 1987 y fue grabado principalmente en Conway Recording Studios, Los Ángeles, California, en marzo de 1987. Girls, Girls, Girls, todavía no estaba a la par con los dos primeros álbumes clásicos de Mötley Crüe, Too Fast For Love y Shout At The Devil, debido a la presencia de muchas canciones memorables. Incluso el bajista Nikki Sixx ha admitido que los «Crüe» estaban fuera de control y que no deberían haber ido de gira o grabado en ese momento.
Existe una controversia sobre sí este álbum llegó o no al puesto número uno en el Billboard de Estados Unidos, en la semana en que se pensó que Girls, Girls, Girls sería el primero en la tabla, el álbum Whitney, el segundo álbum de Whitney Houston, entró a la tabla en el puesto número uno. De este álbum se extrajeron 3 exitosos sencillos, «Wild Side», «Girls, Girls, Girls» y «You're All I Need». El tercer sencillo del álbum, «You're All I Need», también causó controversia, porque, a pesar de ser una balada «romántica», la letra cuenta la historia de un asesinato. Para la gira de este álbum, se eligió a la banda, nueva en aquel momento, Guns N' Roses como teloneros. Fue una gira alocada, entre muchas cosas, Nikki sufrió una sobredosis y luego decidió escribir «Kickstart My Heart» inspirándose en aquella experiencia.

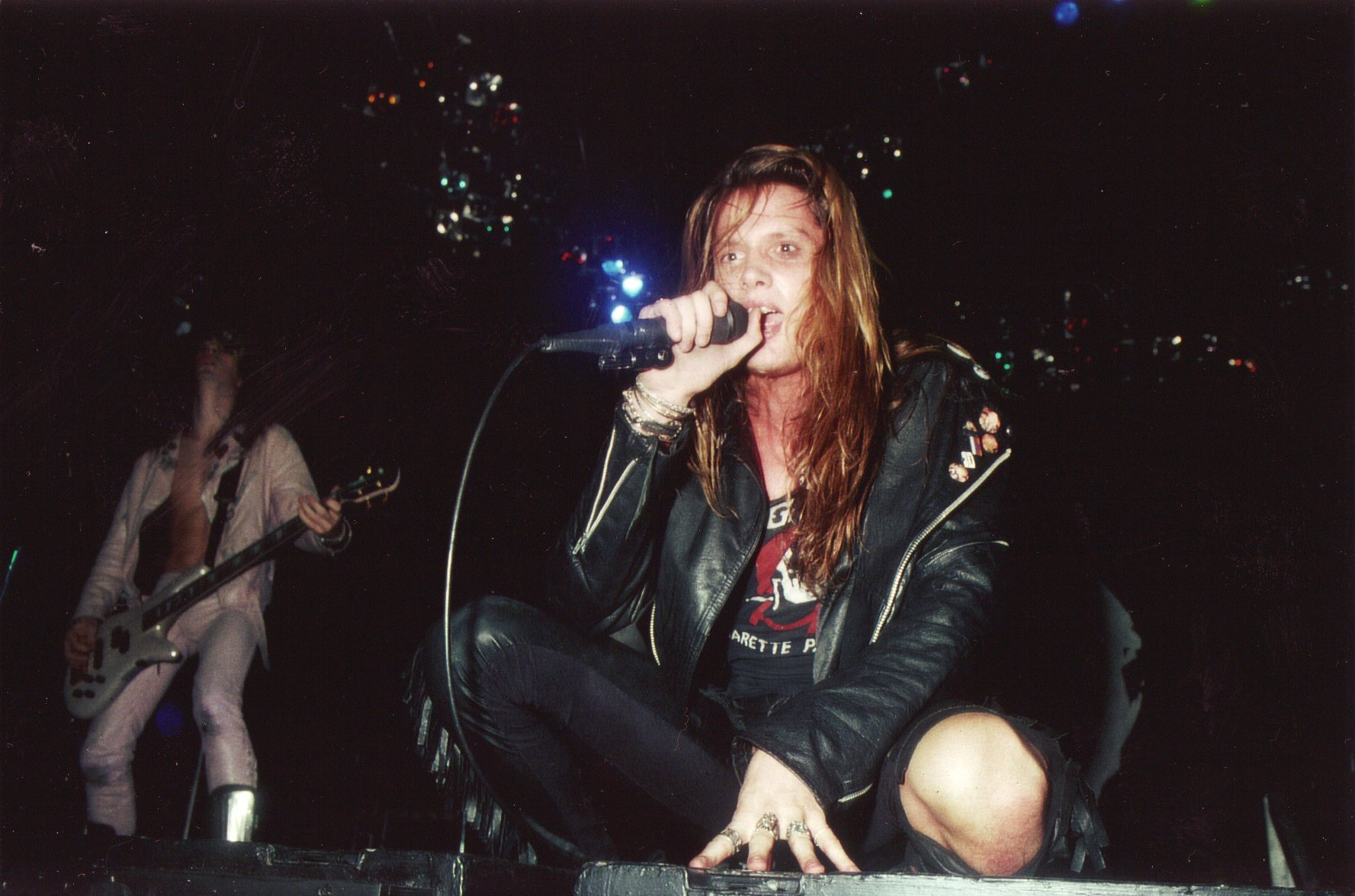
Sebastian Bach y Rachel Bolan de Skid Row actuando en Francia por primera vez como teloneros de Mötley Crüe, el 30 de octubre de 1989. También actuaron junto con Mötley Crüe en el Moscow Music Peace Festival tocando la clásica canción de Led Zeppelin «Rock and Roll». El baterista que tocó en esta canción fue Jason Bonham, hijo del fallecido John Bonham (baterista de Led Zeppelin).

### Dr. Feelgood (1989-1991)
El 23 de diciembre de 1987, Nikki sufrió de una sobredosis de heroína casi fatal. En el camino al hospital fue declarado muerto, pero un médico decidió darle dos inyecciones de adrenalina al corazón, con lo cual resucitó. Esa experiencia sirvió de inspiración para la canción «Kickstart My Heart», que logró la posición #18 en Estados Unidos y fue incluida en el álbum Dr. Feelgood.
Sus estilos de vida decadentes casi acaban con el grupo, hasta que Doug Thaler y Doc McGhee intervinieron y se negaron a permitir que la banda se fuera de gira a Europa, temiendo que «algunos de ellos regresaran en bolsas de cadáveres». Tiempo después, todos los miembros del grupo entraron en rehabilitación en Tucson, Arizona, con el especialista Bob Timmons, excepto Mick, quien se rehabilitó por sí mismo.
Poco a poco las cosas se fueron calmando lo suficiente como para que empezaran a escribir algunas canciones. Las primeras surgieron de una visita de Nikki a la casa de Mick a finales del '88, «Rattlesnake Shake» y «Don't Go Away Mad (Just Go Away)» son de estas sesiones. Además compusieron dos temas por ahora inubicables: «Mötley Christmas» y «Happy Crüe Year» para un jamás editado sencillo navideño.
Casi al mismo tiempo surge la idea en la banda y su mánager de cambiar de productor (Tom Werman lo había sido en los últimos 3 discos) para darles nuevas ideas. Se tuvo un primer contacto con Quincy Jones, que afortunadamente estaba ocupado por entonces. Aparece entonces el nombre de Bob Rock, de quien gustaba su trabajo previo con Bon Jovi, The Cult y Kingdom Come. Bob rápidamente apuesta por los Mötley y decide ser su productor. De esta forma viaja con ellos a los Little Mountain Studios de Vancouver, Canadá, para empezar a trabajar inmediatamente.
Es el 3 de marzo de 1989 el día escogido para empezar a laborar en su nuevo álbum, programado inicialmente a ser editado el 4 de julio. Una canción basada en la sobredosis de Nikki meses antes es la primera en ser trabajada en el estudio, «Kickstart My Heart», en la cual no tiene mucha fe, a pesar de que el ritmo frenético que le puso Tommy le recuerde a «Ballroom Blitz» de The Sweet, una de sus bandas favoritas. Bob Rock por su parte, se muestra bastante meticuloso con su trabajo, al punto de obligar a Mick a grabar una sola parte de guitarra durante dos semanas hasta que quede perfecta. Vince conseguía a veces grabar una sola palabra por canción al día, era tal el grado de perfección que quería Bob.
En la misma época, y en el estudio de al lado, se encontraba Aerosmith grabando lo que sería su álbum Pump. Aprovechan miembros de ambas bandas en hacer algo de ejercicio y encontrarse a tomar solo agua, ya que ambos grupos estaban aún en rehabilitación y con entrenadores personales para ayudarlos a recuperar físico.
24 canciones son grabadas en demos, incluyendo un rap-metal «Monsterous» que se rumoreó saldría en la banda sonora de «Ghostbusters II» (finalmente fue editada 10 años después en Supersonic & Demonic Relics) y cuyo coro se inspiró en «El Mago de Oz», melodía que se le pegó a Nikki durante semanas; otros rumores decían que el álbum se llamaría «Sex, Sex, and Rock 'n' Roll». Un demo de casi 10 minutos llamado «Say Yeah» fue inspirado en un extraño caso de suplantación de Nikki por parte de un tal Matthew Trippe. Una pieza instrumental de Mick que incluía piano, chelo, flauta, guitarra y batería también fue tanteada para ser incluida en el álbum. Otros títulos hechos demo fueron «Stop Pulling My Chain», «Brotherhood», «Too Hot to Handle», «Rodeo» y la bluesy «Get It For Free», esta última inspirada en la historia de una chica que supuestamente vendía biblias de puerta en puerta, pero al final ella era la mercancía.
Un día Nikki llama a los Skid Row que estaban de gira por la ciudad para preguntarles que hacían. Como le respondieron que solo estaban viendo televisión, Nikki los invitó al estudio a cantar una canción, «Time For Change». También hicieron alguna jam session con Cheap Trick en un show local y acabaron también por invitarlos a grabar con ellos. Una noche tranquila donde Nikki, Tommy y Bob van a cenar termina en un altercado en el restaurante, marco perfecto para escaparse y que Nikki llamara a su dealer. Lo que Nikki y Tommy planearon como una noche loca de sexo, drogas y libertinaje termina cuando Bob Rock se los lleva a la fuerza al estudio.
Con una buena cantidad de temas grabados, los «Crüe» piensan en editar dos álbumes consecutivos, ya que estaban prohibidos por Elektra de lanzar un doble álbum. Nikki incluso pensaba llamar al segundo volumen «The Ballads», aunque su lanzamiento dependería finalmente del éxito o fracaso de su primer volumen.
En agosto, Doc McGhee consigue colocar a Mötley Crüe dentro del Moscow Music Peace Festival, organizado por Make a Difference Foundation, una entidad destinada a combatir la drogadicción y el alcoholismo entre los jóvenes, y que sirve de marco además para conmemorar los 20 años de Woodstock. Scorpions, Bon Jovi, Skid Row, Ozzy Osbourne, Cinderella y Gorky Park se unen al festival. Aunque se suponía que el concierto era «antidrogas», todas las bandas participantes excepto Mötley Crüe (en aquel entonces recién rehabilitados) las consumían. Esta fue una dura tortura para los «Crüe» recién salidos de rehabilitación, ellos no tomaban una sola gota de alcohol y no debían hacerlo, pero el avión que llevaba a todas las bandas a Moscú, el famoso «Magic Bus», parecía un bar con alas.
El 12 de agosto, en el Estadio Olímpico Lenin de Moscú, se presenta Mötley Crüe ante 141,000 personas en su primera presentación pública en sobriedad y su primer concierto en casi 20 meses. Su arrollador set de 30 minutos se ve ligeramente opacado por los pleitos tras bambalinas. Mötley Crüe se niega primero a tocar antes que Bon Jovi, quienes harían un set de 95 minutos, pero acceden debido a la inmensa popularidad de Bon Jovi en aquel entonces en la ex-URSS. Ozzy Osbourne armó un berrinche similar e incluso estuvo a punto de retirarse a escasos minutos de subir a escena. Él tocaba incluso antes que Mötley Crüe, solo por encima de Gorky Park y Skid Row. Afortunadamente el «Madman» fue convencido y movido de posición en el cartel en el segundo día; esta vez tocó después de Mötley quienes a su vez fueron favorecidos con un set de 45 minutos para el concierto del día 13. Al final de este concierto, Skid Row junto con Mötley Crüe y Jason Bonham (hijo del fallecido John Bonham, baterista de Led Zeppelin), interpretaron la clásica canción «Rock and Roll» de la legendaria banda Led Zeppelin. Durante este tiempo los «Crüe» eran reconocidos mundialmente como grandes músicos. En especial Nikki y Tommy, quienes año tras año ganaban los premios de revistas reconocidas como Circus Magazine y Hit Parader.
Los problemas no terminaron ahí. El acuerdo de todas las bandas fue que no hubiera pirotecnia en ninguno de los dos días del festival, pero sí lo hubo, Bon Jovi la usó al final del segundo día. Tommy Lee se enardeció y golpeó a McGhee reclamándole esa preferencia para sus nuevos representados Bon Jovi. La cosa es que al regresar a Los Ángeles, McGhee es despedido y reemplazado por Doug Thaler como nuevo mánager.
El 28 de agosto el primer título sencillo del nuevo álbum «Dr. Feelgood» es editado con «Sticky Sweet» como lado B. Este tema se convierte en el primer sencillo de Mötley Crüe en entrar en el Top Ten, llegando al puesto 6, permaneciendo por 16 semanas en el ranking, la permanencia más larga hasta entonces de un sencillo de Mötley. Su respectivo videoclip fue filmado en un gigantesco hangar en Pomona, California, en un ambiente similar a la película Scarface. «Sticky Sweet» fue la última canción grabada para el álbum, siendo su letra supuestamente escrita en el estudio en menos de un minuto.
Finalmente, el 1 de septiembre de 1989 es editado el álbum Dr. Feelgood, donde Mötley Crüe alcanzó su máxima popularidad. Con un costo de aproximadamente 600 mil dólares, cuenta con la participación de Skid Row, Cheap Trick, Aerosmith, Jack Blades (Night Ranger) y Bryan Adams, a quien Tommy conoció en un strip club mientras grababan el disco. El diseño de la portada iba a tener a la mascota del grupo Allister Fiend dibujado como un doctor loco sosteniendo una jeringuilla gigante. El diseño final de la daga y la serpiente enroscada fue hecho por el artista del tatuaje de Sunset Strip Kevin Brady, quien también diseñó el nuevo logo del grupo. La introducción del disco «T.n'.T. (Terror n' Tinseltown)», se hizo grabando a algunos oficiales de ambulancia hablando por sus «walkie-talkies», y conduciendo sus ambulancias hacia adelante y hacia atrás en el estacionamiento del estudio de grabación.
Para el cumpleaños número 27 de Tommy, el 3 de octubre, este recibe una llamada telefónica de Ray DiMano del sello Elektra diciéndole que Dr. Feelgood había alcanzado el número 1 en el chart de álbumes. Dos días después tocan en un concierto de calentamiento para su próximo tour europeo de 150 minutos en el Whisky A Go Go, bajo el seudónimo de «Foreskins», que también es usado para la filmación de su siguiente vídeo «Kickstart My Heart». Llegaron al lugar en una vieja ambulancia conducida por el cómico Sam Kinison, ahí tocaron su primer concierto en club después de varios años.
El 14 de octubre de ese año se convirtió en su único álbum n.º 1 y se mantuvo en el Top 100 de Billboard por 109 semanas después de su lanzamiento y se vendieron más de 6 millones de copias en Estados Unidos. Con la salida al mercado de Dr. Feelgood, los miembros de la banda dieron total rienda suelta a su amor por los tatuajes. Nikki Sixx se decoró un brazo y mitad del otro, de igual manera los demás miembros se hicieron famosos por sus legendarios tatuajes. Un ejemplo de ello es el famoso escorpión en la mano derecha de Mick Mars, el cual, según el guitarrista, le ayuda a ejecutar los ritmos más electrizantes en la guitarra.
El esperado y pospuesto Tour europeo desde 1987 arrancó el 14 de octubre de 1989 en Essen, Alemania, con Skid Row de teloneros. Pocos días antes que este culminara en Escocia reciben otra grata noticia, el sencillo alcanzó el estatus de disco de oro y el álbum de doble disco de platino por vender 2 millones de copias sólo en los Estados Unidos.
De este álbum se extrajeron 5 grandiosos y exitosos sencillos, «Dr. Feelgood», «Kickstart My Heart», «Without You», «Same Ol' Situation (S.O.S.)» y «Don't Go Away Mad (Just Go Away)». De esta manera la banda produjo varios álbumes exitosos durante los años 1980, incluyendo Shout at the Devil en 1983, Theatre of Pain en 1985, Girls, Girls, Girls en 1987 y Dr. Feelgood en 1989, esto significó la mejor década para Mötley Crüe en cuanto a éxito y ventas.

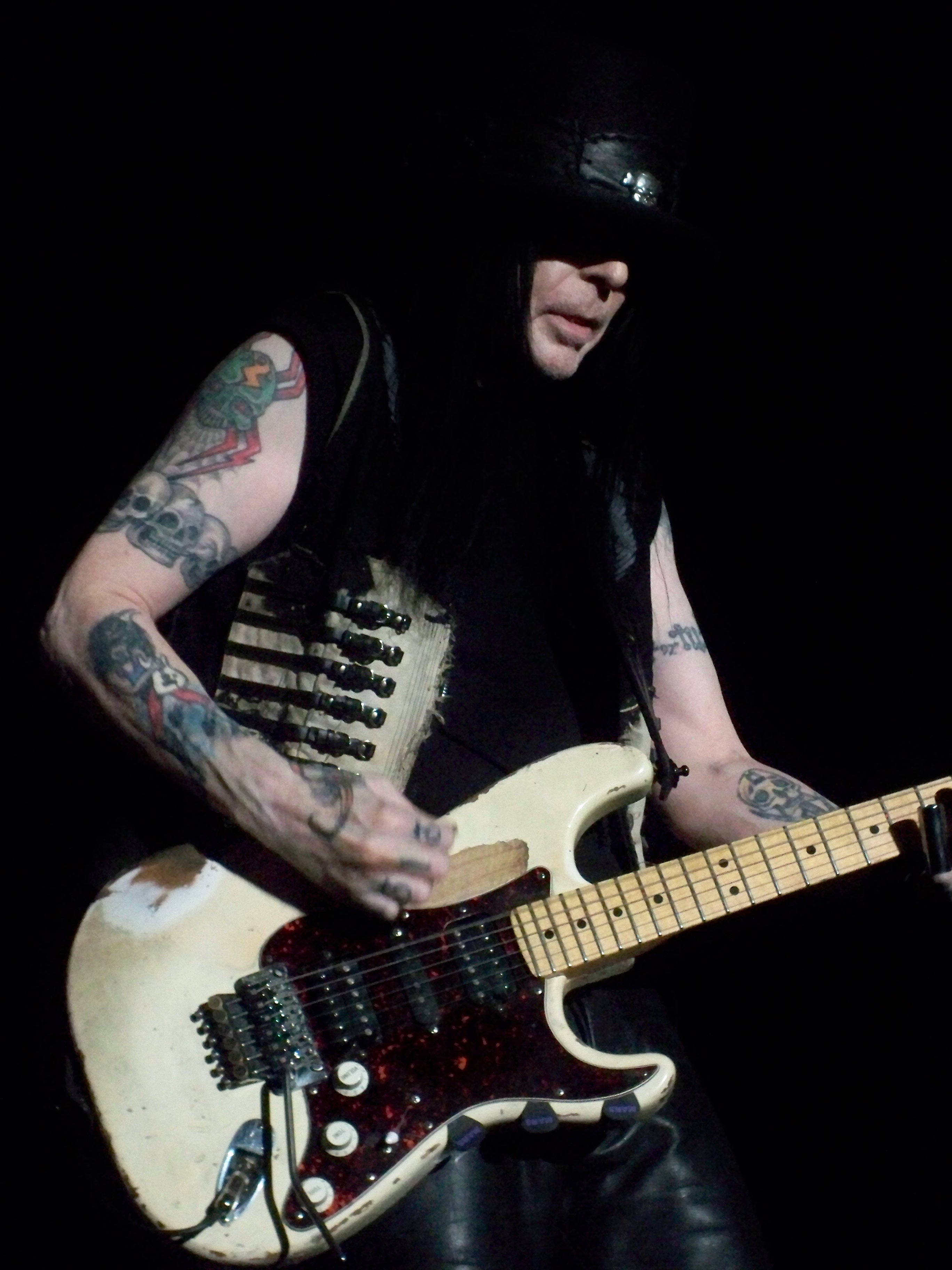
Mick Mars, guitarrista de la banda, ha sido el guitarrista original desde el inicio de la banda, a pesar de que sufre una enfermedad llamada «espondilitis anquilosante».

Las canciones «Dr. Feelgood» y «Kickstart My Heart» fueron nominadas para el Grammy en la categoría de «Mejor interpretación de hard rock». La banda encontró un cierto éxito en los American Music Awards. El álbum Dr. Feelgood fue nominado dos veces en la categoría de «Álbum Favorito de Heavy Metal/Hard Rock», perdiendo contra Appetite for Destruction de Guns N' Roses, pero ganó el año siguiente, venciendo al álbum Pump de Aerosmith y a Flesh & Blood de Poison. Mötley Crüe fue nominado dos veces en la categoría «Artista Favorito de Hard Rock/Metal», pero en ninguna ocasión lograron ganar.
En 1990, Mötley Crüe lanzó un VHS titulado Mötley Crüe: Dr. Feelgood the Videos, que contenía los 5 vídeos que se habían lanzado como sencillos del álbum Dr. Feelgood. Contaba con los vídeos «Dr. Feelgood», «Kickstart My Heart», «Without You», «Don't Go Away Mad (Just Go Away)» y «Same Ol' Situation (S.O.S.)».

### Década de decadencia
El 19 de octubre de 1991, la banda lanzó su primer álbum recopilatorio titulado Decade of Decadence, que a pesar del poco apoyo de la disquera, vendió 2.5 millones de copias y llegó al puesto #2 del Billboard. En este álbum, la banda grabó e incluyó un nuevo tema al realizar un cover de la clásica canción «Anarchy in the U.K.» de los Sex Pistols. El álbum era algo que darle a los fanes mientras trabajaban en su nuevo disco.
Sin embargo, Vince abandonó la banda en febrero de 1992, en un tiempo en que otras bandas de la escena del glam metal de la década de 1980 como (Ratt, Stryper, White Lion, Winger, Europe y Britny Fox) también cayeron debido al aumento de la popularidad del grunge. Actualmente existe controversia sobre si Vince renunció o si fue despedido. Nikki Sixx sostiene que Vince renunció, mientras que Vince dice que fue despedido. Vince fue reemplazado por John Corabi (antes de Angora y The Scream). El éxito comercial durante los años 1990 se tambaleó, aunque el álbum Mötley Crüe de 1994 logró llegar al número 7 en EE. UU. Doug Thaler continuó como mánager hasta 1994, cuando la banda hizo un gran número de despidos porque su álbum no logró el éxito esperado.
La banda se reunió en 1997, después de que su actual representante Allen Kovac y Bert Stein, mánager de Neil, arreglaran una reunión entre Vince, Tommy y Nikki. La banda lanzó un nuevo álbum, Generation Swine, que debutó en la posición #4 en el Billboard. A pesar de que la banda participó en los American Music Awards, el álbum fue otro fracaso comercial, principalmente por la falta de apoyo de Elektra Records. La banda decidió dejar Elektra y crear su propio sello, Mötley Records.

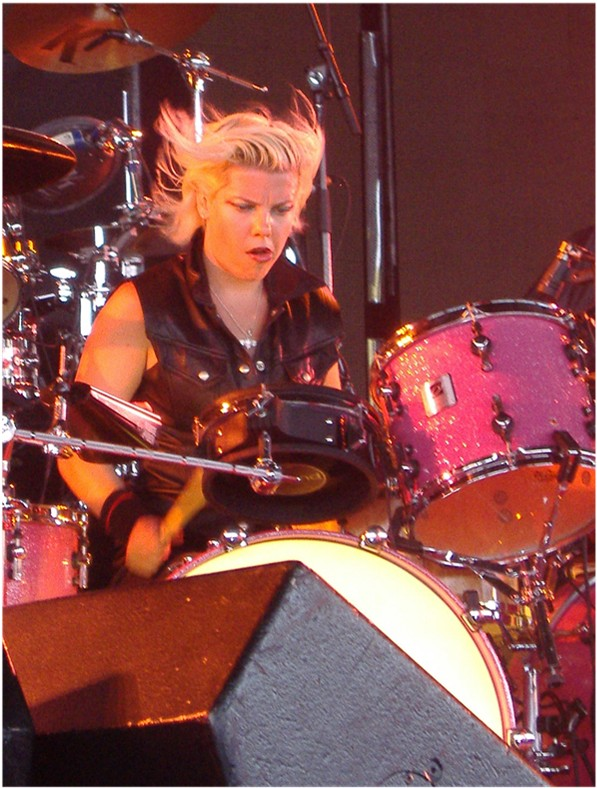
Samantha Maloney fue la baterista durante el tour del álbum de la banda New Tattoo lanzado en el 2000.

En los años 1990, Mötley Crüe también era más conocido por las mujeres con las que sus miembros estaban casados. Tommy y Nikki se habían casado con estrellas de playboy y actrices de la serie de televisión Baywatch (Vigilantes de la playa). Tommy estaba casado con Pamela Anderson y Nikki con la modelo Brandi Brandt entre 1989 y 1996. Al finalizar la relación, ese mismo año se casaba con la también playmate Donna D’Errico. Además, Vince se había casado con la modelo playboy Heidi Mark. Los matrimonios de Tommy y de Vince terminaron en divorcios, y D’Errico solicitó divorciarse de Nikki a principios de 2006.
En 1994, la hija de Vince, Skylar Neil, murió de cáncer. Vince y su exesposa Sharise Ruddell después demandaron a la compañía Rocketdyne por disponer de desechos causantes de cáncer cerca de su hogar en Simi Valley. Tommy después iría a prisión después de ser acusado de abusar de su esposa Pamela Anderson.
En 1998, el contrato de Mötley Crüe con Elektra expiró, dándole a la banda el control total de su futuro. Esto incluía los derechos de todos los álbumes de la banda. En este mismo año la banda lanzó un nuevo álbum recopilatorio titulado Greatest Hits, que incluía canciones desde el inicio de la banda hasta la fecha en que se lanzó el álbum. En 1999 la banda volvió a lanzar todos sus discos, en una versión limitada y digitalizada que incluía demos y canciones antes no incluidas.
En 1999, la banda lanzó su tercer álbum recopilatorio titulado Supersonic and Demonic Relics. Ese mismo año Tommy dejó la banda para buscar una carrera como solista, debido a la tensión creciente entre él y Vince. Fue reemplazado por Randy Castillo, que había trabajado antes en varios discos de Ozzy Osbourne. Randy murió de cáncer el 26 de marzo de 2002. No se nombró ningún reemplazo, lo que dejó a la banda en pausa después de un tour en el 2000 para promocionar su disco New Tattoo. New Tattoo llegó a la posición #41 en el Billboard y vendió menos de 150 mil copias. Samantha Maloney fue la baterista durante el tour para este álbum. Maloney es conocida por su trabajo con Hole en 1998. En el 2004 Maloney regresó a trabajar con Love para la promoción del álbum America's Sweetheart. Mötley Crüe lanzó el DVD Lewd, Crüed & Tattooed, después de una aparición en Salt Lake City.

### Mötley Crüe en el nuevo milenio

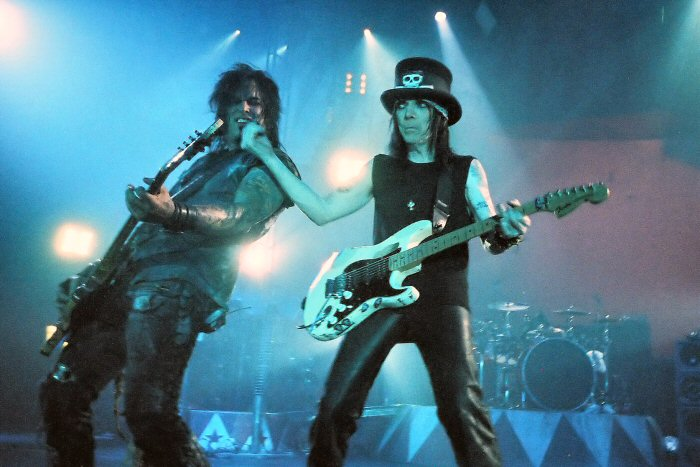
Nikki Sixx y Mick Mars en un concierto con Mötley Crüe, en 2005.

En los años siguientes, Nikki tocó en las bandas 58 y Brides of Destruction, mientras que Tommy formó Methods of Mayhem y mantuvo su carrera como solista. Vince continuó de tour, cantando principalmente canciones de Mötley Crüe. Mick, que sufre espondilitis anquilosante, se mantuvo en aislamiento desde el 2001.
En el 2001, los miembros originales de la banda escribieron y publicaron una autobiografía titulada The Dirt, en este libro contaban —cada uno a su manera— la historia de la banda desde sus inicios. El libro llegó a los diez primeros de la lista los más vendidos del New York Times, y se mantuvo 10 semanas en esa posición. También presentó a la banda a una nueva generación de fanáticos. The Dirt se ha convertido en un «libro sagrado» y «Biblia» para roqueros de todo el mundo y se planea convertirlo en una película a través de Paramount Pictures y MTV Films gastando más de 5 millones de dólares. En España fue publicado en 2009 por la editorial «Es pop».
Además también algunos críticos y editores de revistas famosas dieron sus reseñas y sus críticas sobre el libro.
Joe Levy, editor de la revista Rolling Stone dijo esto sobre el libro:

«Sin lugar a duda, es la crónica más detallada de los increíbles placeres y peligros
del estrellato del rock and roll que yo haya leído jamás. Es absolutamente apasionante y a la vez completamente repulsiva. Una historia de hombres malvados
contada por ellos mismos. Armados con lápiz de ojos, guitarras y jeringuillas,
los hombres de Mötley Crüe consiguieron todo aquello que deseaban y luego lo
echaron a perder.
ADVERTENCIA: Después de leer este libro, nunca volverá a sentirse limpio.
Resulta imposible desprenderse de The Dirt».

Janet Maslin de The New York Times dijo lo siguiente:

«Ábralo por cualquier página y encontrará una historia memorable».

La revista Q Magazine, también dio su opinión sobre el libro:

«El libro de rock más absorbente del año o, posiblemente, de cualquier año».

Un promotor en Inglaterra, Mags Revell, comenzó la promoción para que Mötley Crüe se reuniera, mostrando que tanto querían los fanáticos que eso sucediera. Después de varias reuniones con los mánagers, en septiembre de 2004, Nikki anunció que el y Vince estaban de regreso en el estudio trabajando con nuevo material. En diciembre de 2004, los cuatro miembros originales anunciaron un tour de reunión que comenzó el 14 de febrero de 2005 en San Juan, Puerto Rico. La última recopilación de la banda, Red, White & Crüe, fue lanzada en ese mismo mes. Este álbum doble incluye las canciones originales favoritas de los miembros junto con tres canciones nuevas: «If I Die Tomorrow» (compuesta originalmente por la banda canadiense de punk rock Simple Plan), «Sick Love Song» y un cóver de los Rolling Stones, «Street Fighting Man». Hubo una controversia en la que se rumoraba que ni Tommy Lee ni Mick Mars tocaban en las nuevas canciones. Sin embargo, un documental de VH1 mostró lo contrario. El disco incluye una canción adicional en su lanzamiento en Japón, la canción es «I'm a Liar (and That's the Truth)». Red, White & Crüe llegó a la posición #6 en el Billboard y está certificado como disco de platino.
En el 2006, Mötley Crüe estuvo en el Route Of All Evil Tour, encabezando junto con Aerosmith y tomando artistas de Lucent Dossier Experience en el camino con ellos. Este fue otro bien atendido tour después del Carnival of Sins Tour de 2005. En junio de 2007, Mötley Crüe estableció una pequeña gira europea. Una demanda fue presentada por Neil, Sixx y Mars contra Carl Stubner, mánager de Lee. Los tres lo demandaron por la contratación de Lee para aparecer en dos fracasados reality shows, reclamando la banda que dañaba la imagen de ellos y la de Lee como miembro de la banda. Se informó en Motley.com que la demanda ha sido resuelta.
En el año 2006 Mötley Crüe recibió un reconocimiento y fueron introducidos en el Hollywood Walk of Fame y recibieron una estrella.

### Sixx:A.M.
En el año 2007, el bajista Nikki Sixx, junto con James Michael y DJ Ashba formaron la banda Sixx:A.M.. Sixx:A.M. es una combinación de los nombres de los miembros (Sixx, Ashba, Michael). La banda lanzó ese mismo año su álbum debut titulado The Heroin Diaries Soundtrack, que está basado en el libro autobiográfico de Nikki Sixx, The Heroin Diaries: A Year in the Life of a Shattered Rock Star.
La banda hizo su debut en vivo en Crash Mansion el 16 de julio de 2007. Ellos presentaron cinco canciones del álbum The Heroin Diaries Soundtrack. El álbum no tiene baterista, porque el cantante y guitarrista rítmico James Michael programó la batería. Debido a esto, había cierta curiosidad sobre quién tocaría la batería en vivo. El antiguo baterista de Beautiful Creatures, Glen Sobel terminó tocando en la gira con la banda.
En abril de 2009, Michael y Sixx confirmaron que la banda ya estaba en el estudio, grabando nuevo material, Sixx agregró que el nuevo material es «inspirador, se siente como que nos hemos superado en este álbum, no podemos esperar a que escuchen como suena».
Finalmente, el 3 de mayo de 2011, la banda lanzó su segundo álbum titulado This Is Gonna Hurt, llegando a la posición #10 en el Billboard 200.

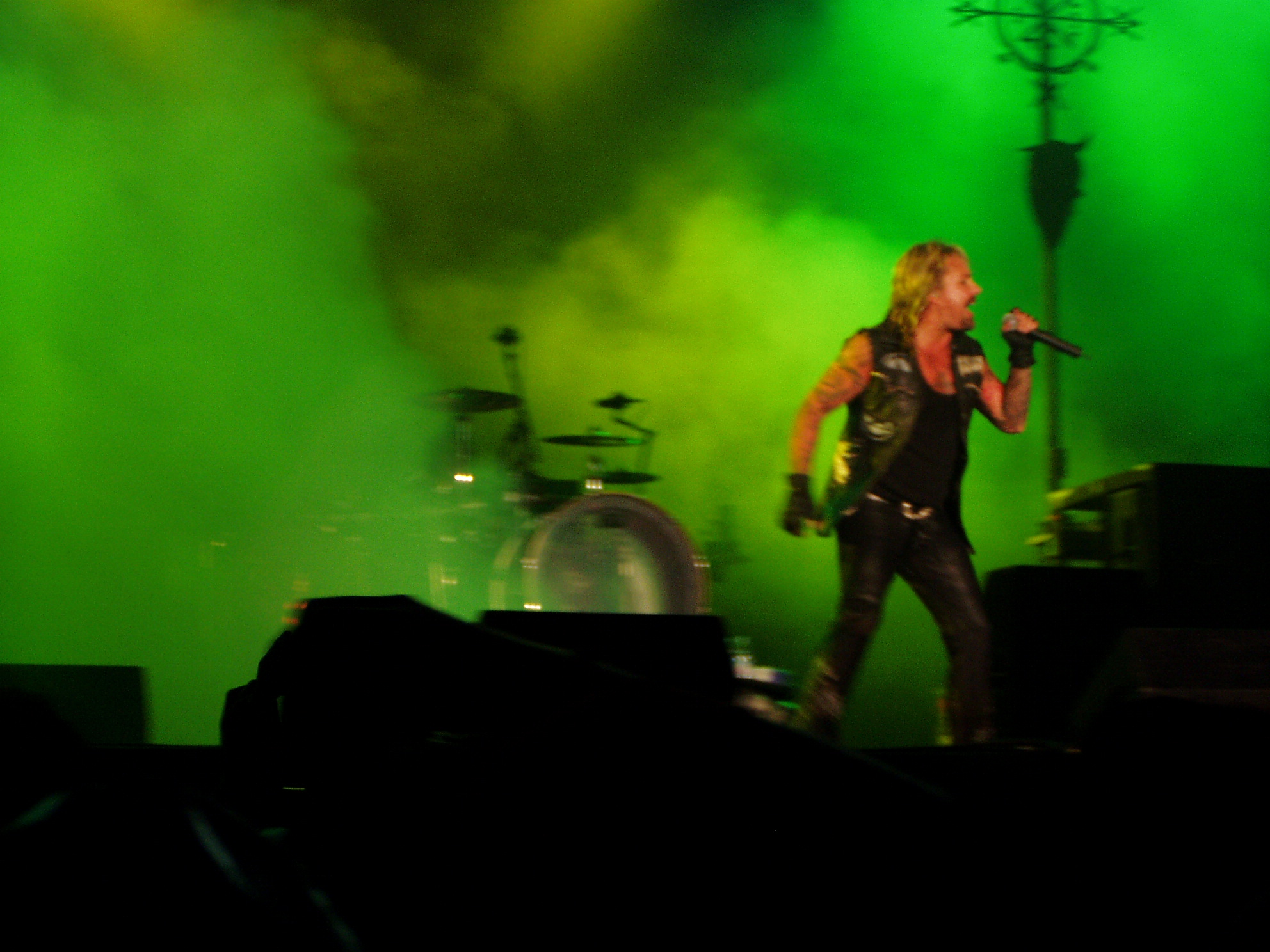
Vince Neil en una presentación de Mötley Crüe en el festival Gods of Metal 2007.

### Saints of Los Angeles y Crüe Fest
La reunión de la banda fue tan exitosa que llevó a Nikki Sixx a empezar a componer nuevos temas, que después formarían parte del álbum Saints of Los Angeles, lanzado en junio de 2008 y llegó a la posición #4 en el Billboard. Este fue el primer álbum del grupo en ser editado con su formación original desde 1997. Inicialmente iba a llamarse The Dirt como su biografía pero al final decidieron cambiarlo por el título final Saints of Los Angeles. De este álbum se lanzaron 3 sencillos, «Saints of Los Angeles», «Motherfucker of the Year» y «White Trash Circus». Con nuevo álbum a cuestas se lanzaron a promocionarlo montando su propio festival: «Crüe Fest». Junto a bandas como Trapt, Sixx:A.M., Buckcherry y Papa Roach recorrieron todo Norteamérica. A finales de ese año viajaron a México y Argentina, siendo esta última su primera y exitosísima presentación en Sudamérica, para finalizar ese año con conciertos en Singapur y Japón. La canción «Saints of Los Angeles» fue añadida como contenido descargable en las series del videojuego Rock Band, el mismo día que fue lanzada como sencillo. El 14 de octubre de 2008, el álbum Dr. Feelgood, menos la canción de apertura «TNT (Terror N' Tinseltown)» (debido a su longitud y capacidad de ejecución), se convirtió en contenido descargable para la serie de videojuegos Rock Band.
La banda tocó en el Download Festival en Donington Park (12 a 14 de junio de 2009), presentándose en el segundo escenario el viernes en la noche. La banda hizo una aparición especial en el final de temporada de «Bones», el 14 de mayo de 2009, en el capítulo titulado «The End In The Beginning», interpretando la clásica canción «Dr. Feelgood».
Iniciado el año 2009, Mötley Crüe siguió de gira en los EE. UU. antes de recorrer Europa, encabezando importantes festivales como Download, Gods Of Metal, Kobetasonik o Hell Fest. Como parte del tour europeo se presentaron en Moscú, donde no tocaban desde 1989. Actualmente se encuentran nuevamente en EE. UU. encabezando la segunda versión del Crüe Fest, esta vez con Godsmack, Theory of a Deadman, Drowning Pool y Charm City Devils. Lo más destacado de este Crüe Fest 2 es la interpretación, por primera vez, de todo el álbum Dr. Feelgood que cumple su vigésimo aniversario.
En 2010, Tommy Lee anunció que no habría un Crüe Fest 3 en el verano de 2010, sino que la banda trabajaría en nuevo material y se espera que la gira Crüe Fest 3 sea en el verano de 2011. Mötley Crüe encabezaron el Ozzfest en 2010, junto con Ozzy Osbourne y Rob Halford.
Se ha anunciado que se realizará una gira de Mötley Crüe con Poison e invitados especiales de New York Dolls en el 2011 para el 30.º aniversario de Mötley Crüe y el 25.º aniversario de Poison.
Se preguntó en julio de 2011 a Mötley Crüe si han comenzado a escribir nuevo material, Lee respondió: 

«Nikki tiene algunas cosas pateando alrededor, yo también tengo un par de cosas pateando alrededor. Ya estoy escribiendo cosas en solitario, material electrónico o material para Mötley, solo acabo de escribir para escribir más. Vengo con eso y pongo las cosas en montones diferentes. Supongo que algunas de las cosas que tengo podrían ser de Mötley Crüe».

Respecto al nuevo disco, Tommy Lee se mostró pragmático y partidario de un EP, más que de un «larga duración». Consultado si era cierto que consideraba que no valía la pena grabar un LP, el percusionista señaló:

«Eso es correcto. Estoy pensando más en un EP, en un trabajo pequeño. Tu sabes, la esclavitud de un año en el estudio para hacer un álbum entero, cuando el público sólo quiere una canción, es simplemente estúpido. No tiene ningún sentido. Esa es mi opinión tanto para mis cosas en solitario y para Mötley Crüe. Esto no significa que la banda necesariamente estará de acuerdo conmigo. Pero mi actitud es, ¿por qué no hacer un EP de cuatro canciones, una bomba cada una de ellas?. Creo que tiene mucho sentido. Si nos fijamos en los gráficos y las estadísticas, se demuestra que la gente ya no compra más discos, pero si compran canciones individuales. Usted no tiene que ser un genio para darse cuenta de eso».

Consultado sobre en qué estado está el rodaje de la película sobre su autobiografía, Lee señaló:

«Esa es una buena pregunta. Me gustaría tener más información para ustedes. Todo lo que sé, es que se está moviendo hacia adelante, lo que es una buena señal. Eso es todo lo que sé. Hay un pocos directores de los que se está hablando, pero no hay nada confirmado todavía. Vamos a ver qué pasa».

Nikki Sixx, bajista de Mötley Crüe, concedió una entrevista radial a la emisora 98,7 FM, en Los Ángeles, Estados Unidos. En ella se refirió a una noticia largamente esperada por los fanáticos y seguidores de la banda: el nuevo disco de los Crüe.
Al respecto señaló: 

«Tengo un montón de riffs, tengo un montón de ideas; Tommy Lee también tiene ideas, y eventualmente, vamos a comenzar de a poco a reunirnos en una sala y nos mostraremos nuestras ideas y veremos qué pasa. Mi idea del disco… es que no podemos depender de la radio o cualquier otra cosa para vender discos, así que creo que deberíamos depender en lo que realmente queramos tocar, y para mí, en este momento, me gustaría hacer algo muy pesado, no una grabación comercial, quiero hacer algo como en el estilo de Shout at the Devil».

El 30 de agosto de 2011, Mötley Crüe, junto con los co-encabezadores Def Leppard y los invitados especiales Steel Panther, anunciaron una gira por Reino Unido, que comenzara en diciembre de 2011.
El 21 de marzo de 2012, Mötley Crüe anunció un tour con Kiss. El tour empezó el 20 de julio en Bristow, Virginia, y terminó el 23 de septiembre de ese año.

### The Final Tour y retiro de los escenarios
Durante la gira, la banda tocó una nueva canción, "All Bad Things", por los parlantes de todo el lugar antes de subir al escenario. El 22 de noviembre de 2014, en Spokane, Washington, en el Spokane Arena, Mötley Crüe tocó el concierto final de la primera etapa norteamericana de The Final Tour.
El 15 de enero de 2015, se anunció que la carrera de la banda terminaría con conciertos internacionales en Japón, Australia, Brasil y Europa antes de emprender una segunda etapa de conciertos en Norteamérica a lo largo de 2015, que terminaría con un concierto en el MGM Grand Garden Arena. en Las Vegas el 27 de diciembre, seguido de tres conciertos en el Staples Center los días 28, 30 y 31 de diciembre de 2015. En mayo de 2015, The Crüe y Alice Cooper anunciaron una serie de 12 fechas de conciertos para Europa en una conferencia en Londres.
El 19 de septiembre de 2015, la banda tocó en el festival Rock in Rio en el escenario principal.
Mötley Crüe actuó, en lo que entonces se anunció que sería la última vez, en el Staples Center de Los Ángeles el 31 de diciembre de 2015. La banda informó que su espectáculo de Nochevieja se estrenaría como película en 2016; la película se tituló Motley Crue: THE END.

### Reunión, película deThe Dirt, regreso de los escenarios y próximo material
En 2017, el líder Vince Neil le dijo al presentador Sammy Hagar en el programa Rock and Roll Road Trip que Mötley Crüe estaba "completamente terminado". Sin embargo, el 13 de septiembre de 2018, Neil anunció a través de Twitter que Mötley Crüe estaba grabando cuatro canciones nuevas; Esto también lo confirmó más tarde la bajista Nikki Sixx, quien dijo que el nuevo material fue grabado para la adaptación cinematográfica de la biografía de la banda The Dirt. Neil también aclaró que, aunque la banda firmó un contrato para dejar de hacer giras, todavía planean seguir sacando nueva música en el futuro.
Netflix estrenó la película biográfica The Dirt basada en el libro del mismo nombre que coincidió con una banda sonora de 18 canciones el 22 de marzo de 2019. La película está dirigida por Jeff Tremaine, (Jackass), producida por Julie Yorn y Erik Olsen, con producción ejecutiva de Rick Yorn, y coproducida por Kovac, manager de Mötley Crüe, director ejecutivo de Eleven Seven Label Group y fundador de Tenth Street Entertainment. The Dirt está protagonizada por Daniel Webber como Neil, Iwan Rheon (Game of Thrones) como Mars, Douglas Booth como Sixx y Colson Baker (también conocido como Machine Gun Kelly) como Lee. También protagoniza la película Pete Davidson (Saturday Night Live) como el ejecutivo discográfico Tom Zutaut. Rolling Stone escribió que The Dirt es "una película verdaderamente libertina que profundiza en su ascenso desde la escena del metal Sunset Strip de principios de los ochenta hasta sus días como cabezas de cartel". La película retrata muchas de las aventuras que vivió la banda, incluida la gira con Ozzy Osbourne y la gira Theatre of Pain.
La primera canción nueva de la banda sonora fue "The Dirt (Est.1981)", que se lanzó el 22 de febrero de 2019. La banda escribió otras dos canciones nuevas, "Ride With the Devil" y "Crash and Burn", y versionó "Like a Virgin" de Madonna, en el álbum. La banda sonora incluía además catorce canciones de Mötley Crüe publicadas anteriormente. Fue producido por Bob Rock, quien produjo Dr. Feelgood, y se lanzó el 22 de marzo de 2019 en Mötley Records y Eleven Seven Music. La banda sonora llegó al Billboard Top 10 en el puesto 10, la primera vez que Mötley Crüe alcanzó el Billboard Top 10 en más de una década.
En noviembre de 2019, comenzaron a circular rumores de que la banda se reuniría para una gira de 2020 con Def Leppard y Poison, tras el éxito de la gira de reunión de Guns N' Roses. La banda respondió a una petición en línea pidiendo el regreso del grupo, diciendo "esto es interesante...". El 18 de noviembre, la revista Rolling Stone informó que los cuatro miembros de la banda habían acordado volver a estar juntos para la gira, aprovechando un vacío legal en su contrato de "Cesación de gira". Más tarde, ese mismo día, la banda confirmó todos los informes con un comunicado en su sitio web, publicando un comunicado de prensa y un vídeo de la destrucción del contrato. El 4 de diciembre de 2019 se confirmó oficialmente que Mötley Crüe se embarcaría en The Stadium Tour con Def Leppard, Poison y Joan Jett & the Blackhearts en el verano de 2020. También en diciembre de 2019 Mick Mars anunció que su álbum debut en solitario sería lanzado en la primavera de 2020. El 1 de junio de 2020, Mötley Crüe anunció que The Stadium Tour se reprogramaría para junio-septiembre de 2021 debido a la pandemia de COVID-19; se pospuso nuevamente para 2022, por circunstancias similares en medio de la pandemia. En enero de 2022, a raíz del aumento de la variante Omicron, un fan le preguntó a Sixx en Twitter si The Stadium Tour todavía se llevaría a cabo este año; su respuesta fue: "Estamos 1000% saliendo de gira con Def Leppard para el Stadium Tour a mediados de junio... No puedo esperar..." Justo antes del inicio de la gira, Def Leppard el guitarrista Phil Collen anunció que Mötley Crüe se había "inscrito" para otra gira juntos en Europa, que está prevista para 2023; Esta afirmación fue confirmada más tarde por el líder de Def Leppard, Joe Elliott.
El 26 de octubre de 2022, Mick Mars se retiró como miembro de gira de la banda debido a problemas de salud continuos, según un comunicado emitido por el publicista de Mars. Al día siguiente, la banda confirmó que John 5 ocuparía el lugar de Mars como su nuevo guitarrista de gira, aunque luego fue confirmado como miembro de la banda en abril de 2023. En una entrevista de diciembre con A Radio Rock en Brasil, Sixx confirmó que la banda no se irá pronto y afirmó que la banda estará de gira por ocho años más.
El 19 de abril de 2023, la banda anunció que están trabajando en nueva música con el productor discográfico Bob Rock, descartando la posibilidad de que la banda vuelva a trabajar con Mick Mars. Más tarde, Sixx emitió un comunicado sobre el próximo álbum el 15 de mayo de 2023, indicando que había terminado la producción y había comenzado a mezclar el álbum. En junio de 2023, Neil confirmó que la banda realizará otra gira por estadios en 2024.

## Festivales de rock

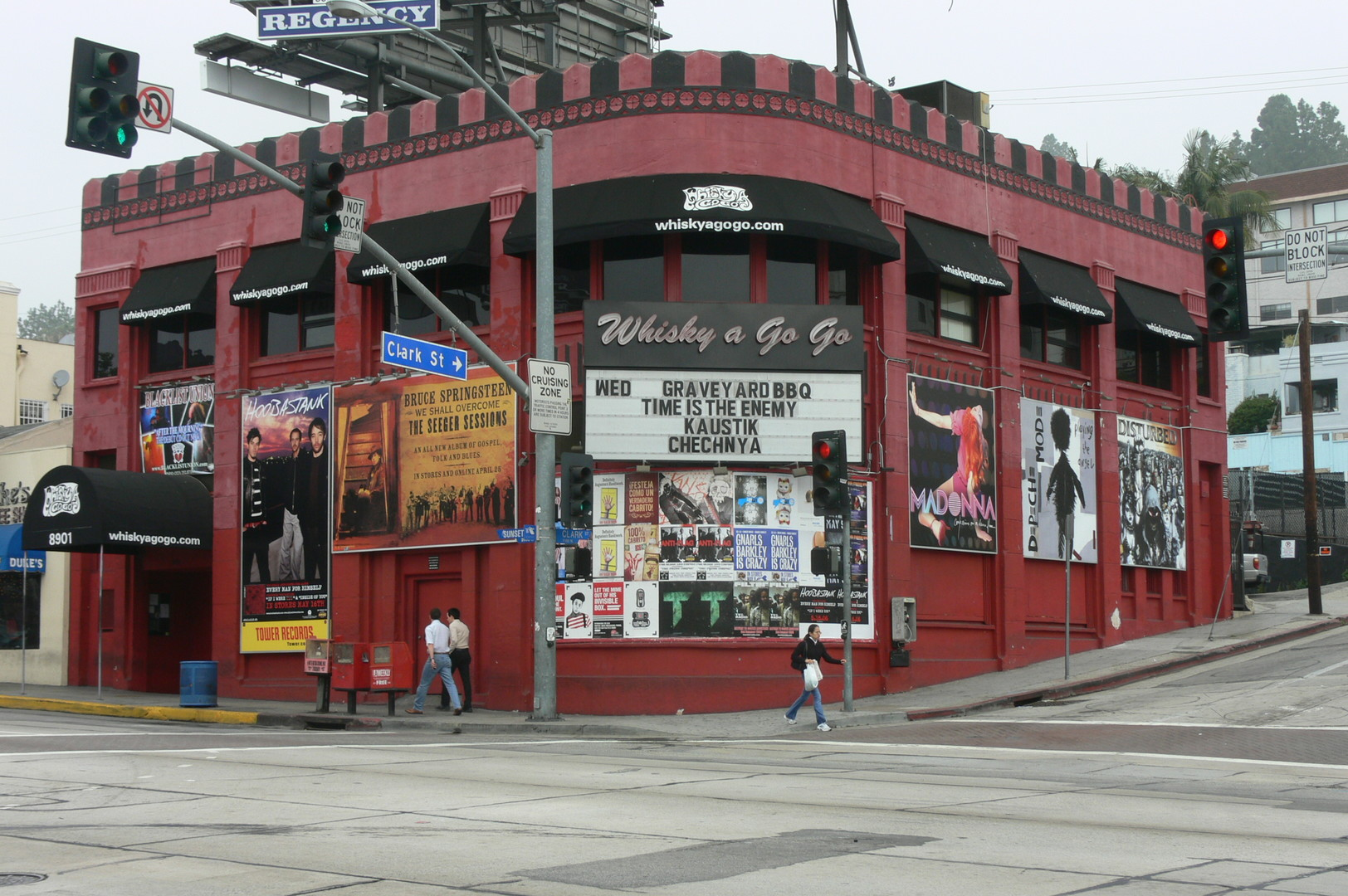
Whisky a Go Go, el lugar de las primeras presentaciones de la mayoría de muchas bandas de glam metal en los 1980, como Mötley Crüe, Poison y Quiet Riot.

La banda ha aparecido varias veces en diversos festivales de rock; uno de sus primeros conciertos en un festival fue en 1989 en el Moscow Music Peace Festival, en Rusia, donde aparecieron junto a muchas grandes bandas de los años 1980. En este festival tocaron junto a Cinderella, Scorpions, Skid Row, Ozzy Osbourne y Bon Jovi, como invitado especial estuvo Jason Bonham, hijo del fallecido baterista de Led Zeppelin John Bonham. Mötley Crüe tocó la canción «Rock and Roll» junto a Skid Row e integrantes de las otras bandas que tocaron en el festival, con Jason Bonham en la batería.
En el año 2005, tocaron en el festival Gods of Metal, en Italia, que se llevó a cabo de 11 a 12 de junio. En el 2007, volvieron a tocar en este mismo festival, junto con bandas como Scorpions, Velvet Revolver y Thin Lizzy. En el 2009, nuevamente volvieron a tocar en el «R Stage», con bandas como Backyard Babies y Lita Ford.
También tocaron en el Download Festival en el 2007 que se celebró del 8 a 10 de junio, en Donington Park, Inglaterra, en el «Dimebag Darrell Stage». También tocaron en la versión de este del año 2009.
En el año 2008, la banda decidió crear su propio festival, llamado «Crüe Fest», además les sirvió para promocionar su nuevo álbum en ese entonces, Saints of Los Angeles. En este festival estuvieron las bandas Sixx:A.M. (banda de Nikki Sixx), Buckcherry, Trapt y Papa Roach. El «Crüe Fest», tuvo alrededor de 40 shows, que fueron solamente en Estados Unidos. El 24 de marzo de 2009, un DVD del Crüe Fest, contenía 2 discos con la actuación de todas las bandas.
En el año 2009, una segunda versión del Crüe Fest se llevó a cabo nuevamente en Estados Unidos, esta vez con Godsmack, Theory of a Deadman, Drowning Pool y Charm City Devils. Lo más destacado de este Crüe Fest, fue que tocaron por primera vez todas las canciones del exitoso álbum de 1989 Dr. Feelgood.
En 2010, Tommy Lee anunció que no habría un Crüe Fest 3 en el verano de 2010, porque la banda trabajaría en nuevo material y se esperaba que la gira Crüe Fest 3 fuera en el verano de 2011.

## Portadas de sus álbumes
En 1981, la banda lanzó su álbum debut titulado Too Fast For Love, donde la portada era muy semejante a la del álbum Sticky Fingers de The Rolling Stones. En la portada de Too Fast For Love se veía una persona con una mano en la cintura y la otra mano en una pierna en blanco y negro, y en la portada de Sticky Fingers, solo era la cintura de la persona también en blanco y negro. Este fue un tributo de Mötley Crüe a The Rolling Stones, ya que los citan como una gran influencia.
En 1983, la banda lanzó su segundo álbum de estudio titulado Shout at the Devil. La portada original mostraba un pentagrama invertido dentro de un círculo en realce negro sobre un fondo negro mate. Fue muy bien recibida entre los fanes de la banda, sobre todo por la temática principal del álbum. Ésta portada tenía un doble forro que, al abrirlo, se apreciaba a los 4 miembros de la banda con el vestuario y escenografías utilizados en sus videoclips "Too Young to Fall in Love" y "Looks that Kill". Sin embargo, las regulaciones de contenido en los Estados Unidos solicitaron el cambio de dicha portada por motivar el culto a lo oscuro y/o satánico. Así pues, Elektra decide cambiar el formato de la portada por aquella donde se ven cuatro cuadros y en cada uno salía una foto de cada miembro. Arriba salían Nikki Sixx y Vince Neil, y abajo Mick Mars y Tommy Lee, mientras que lo demás estaba solo en negro. El formato de la portada interior desaparece (ya que ahora las fotos se encuentran en la carátula). La portada era muy semejante a la del álbum Let It Be de The Beatles, en esta salía arriba John Lennon y Paul McCartney, y abajo Ringo Starr y George Harrison. También fue un tributo a The Beatles, ya que la banda también los citan como una influencia para ellos.
En 1987, la banda lanzó su cuarto álbum de estudio titulado Girls, Girls, Girls, donde se miraba que en la portada los miembros salían en motocicletas. Esto era porque demostraban su amor a las motos, al igual que en el video de la canción «Girls, Girls, Girls», se ve que van en sus motos por la calle de noche, y paran en varios clubes nudistas que son mencionados en la canción (también demostrando su amor por estos).
En 2005, la banda lanzó un álbum recopilatorio titulado Red, White & Crüe, en la portada se puede ver la bandera de Estados Unidos y una mujer semidesnuda en ella, aquí la banda está demostrando su amor por su nación.

## Cultura popular
En muchas películas hay referencias sobre el mundo de Mötley Crüe. Desde las imágenes de los álbumes, pósteres utilizados como accesorios, las referencias a miembros de la banda, música de Mötley de fondo, hasta incluso las apariciones de miembros de la banda.
El videojuego de pinball "Crüe Ball" creado por el estudio estadounidense NuFX y publicado por Electronic Arts para la consola Sega Genesis, el cual solo presenta temática sobre la banda, además se presentan los temas: "Dr. Feelgood", "Live Wire" y "Home Sweet Home", además el videojuego ganó el "Sega Seal of Quality Awards
" de 1992 como mejor sonido/banda sonora
En la película «Demons» de 1985, se escucha la canción «Save Our Souls» del álbum Theatre Of Pain, como la apertura de una película de terror en el Teatro Metropol.
En la película «Tuff Turf» de 1985, se ve un póster de Shout at the Devil, así como también se escucha la canción de fondo del mismo álbum.
En la película «The Stuff» de 1985, se ve un póster de Shout at the Devil en el fondo durante la escena del baño donde 'las cosas (The Stuff")' se tiran por el inodoro.
En la película «That Was Then... This Is Now» de 1985, durante la película, se ve a un niño, sentado en un coche en la vuelta de un hombre, en el camino al hospital. El niño trae una camisa de Mötley Crüe.
En la película "El mundo según Wayne", de 1992, el personaje Garth Alga (interpretado por el actor Dana Carvey) lleva una camiseta de la banda con la carátula del disco Dr. Feelgood cuando activa un wurlitzer.
En la película «The New Guy» de 2002, aparece el baterista Tommy Lee haciendo un cameo, al igual que otros artistas como Gene Simmons (Kiss), Vanilla Ice y Tony Hawk.
En la película «The Longest Yard» de 2005, aparece Adam Sandler como el actor principal con el nombre de «Paul 'Wrecking' Crewe», y en una parte de la película lo mencionan como «Paul 'Motley' Crewe».
En la película «Hot Tub Time Machine» vemos al principio al personaje de Lou Rob Corddry cantando "Home Sweet Home", y también al final, después de que este se quedara en el pasado, se muestra una secuencia en donde lo vemos a él como miembro de la banda cantando la misma canción, inclusive vemos que el nombre de la banda cambió por "Mötley Lou"
En el videojuego Guitar Hero II aparece una versión de la canción «Shout at the Devil».
En el videojuego GTA Vice City, se puede sintonizar la radio V Rock, donde aparece (entre otros varios temas de rock) la canción "Too Young to Fall in Love".
Mientras que en el videojuego Grand Theft Auto: Vice City Stories en esta misma radio se puede oír la canción "Looks that Kill".
En el videojuego Saints Row: The Third en la emisora The Mix 107.77 se pueden oír dos canciones suyas, siendo estas "Live Wire" y "Shout at the Devil"
También, en el videojuego de 2009 Grand Theft Auto IV: The Lost and Damned se puede oír el tema Wild Side en la emisora ficticia Liberty Rock Radio y en el segundo Tráiler del juego.
En la película «The Wrestler» de 2008, en la escena del bar, Randy y Cassidy discuten la grandeza de Guns N' Roses y Mötley Crüe. También Marisa Tomei interpreta a una estríper y trae puesta una camisa roja del concierto de Shout at the Devil de regreso en '83-'84.
En un capítulo de la serie Bones (S04E26) se puede apreciar a la banda tocando «Dr. Feelgood».
En un capítulo de la serie Stranger Things (S02E02) durante la fiesta de Halloween se puede escuchar la canción "Shout at the Devil" de fondo.
En la serie Californication en la temporada cuarta, sale Tommy Lee interpretando Home Sweet Home a piano. También, en la segunda temporada de esta misma serie Hank Moody lleva en alguna ocasión la camiseta del disco <<Shout at the Devil>>.
En las transmisiones de Lucha Libre AAA desde 2001 a 2004 se escucha de entrada la canción «Keep Your Eye On The Money» en su versión demo.
En el año 2019 Netflix presentó "The Dirt", una película biográfica de la banda Mötley Crüe, basada en el libro autobiográfico del mismo nombre.

## Nombre de la banda

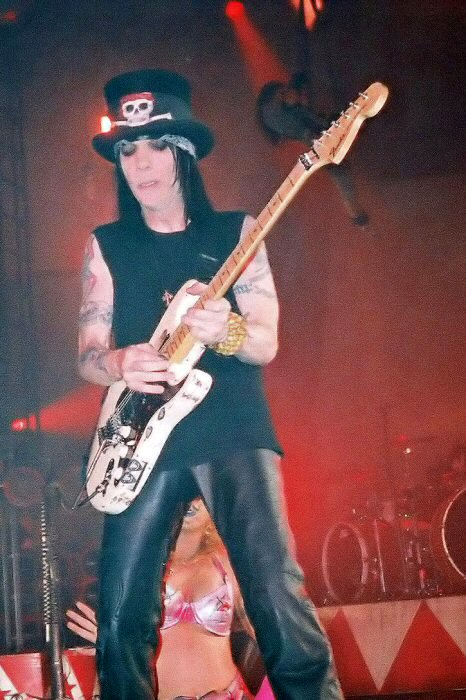
El guitarrista Mick Mars fue quien contribuyó en gran parte con el nombre de la banda, al cual después le harían unas pequeñas modificaciones.

En un episodio de VH1 Behind the Music dedicado a la banda, los integrantes confesaron cómo nació el nombre del grupo. Nikki Sixx y Mick Mars dicen que pensaron en Christmas (Navidad) antes de escoger Mötley Crüe. Nikki quería un nombre con la palabra «Christ» (Cristo). Según Nikki Sixx, Christmas fue sugerencia suya, pensando que un nombre familiar y popular atraería a los fanes por sí solo. Vince Neil dijo que Mick Mars sugirió bautizarla «Motley Crew» (expresión inglesa que significa "grupo diverso y desordenado", una "mezcla inusual de distintos tipos de personajes"). Al resto de la banda le pareció buen nombre, pero sentían que había que darle un toque singular. De esta forma Vince recordó la cerveza «Löwenbräu», que bebían en esa época, y que terminó de consolidar el nombre del grupo: añadiendo una «UE» en «Crew», transformándolo en «Crue», y luego agregando una diéresis como en «Löwenbräu» el nombre resultante, Mötley Crüe, se vería bien. Y así nació Mötley Crüe.

## Legado
Papa Roach, Korn, Buckcherry, Black Veil Brides, Tommy Krash, Adelitas Way, Linkin Park, Marilyn Manson, Nine Inch Nails, Moby, Murderdolls, Backyard Babies, Private Line, Slipknot, The Living End, Belladonna, Maná, Escape the Fate, y Hardcore Superstar, han citado a Mötley Crüe como una influencia en los últimos años, sobre todo para Too Fast for Love y Shout at the Devil. El baterista Mike Wengren de Disturbed también ha citado a Tommy Lee como su influencia en la batería. El look en los primeros videos de Mötley Crüe también han sido parodiados por varios artistas como Bowling for Soup, Beck, Red Hot Chili Peppers, New Order, y los Backstreet Boys. Además musicalmente como en los casos de Papa Roach, Murderdolls, Buckcherry o Crashdïet, en el disco de estos últimos incluso Mick Mars participa en dos canciones y en la composición de una de ellas. Mick también participó en canciones del álbum Women and Children Last de Murderdolls.

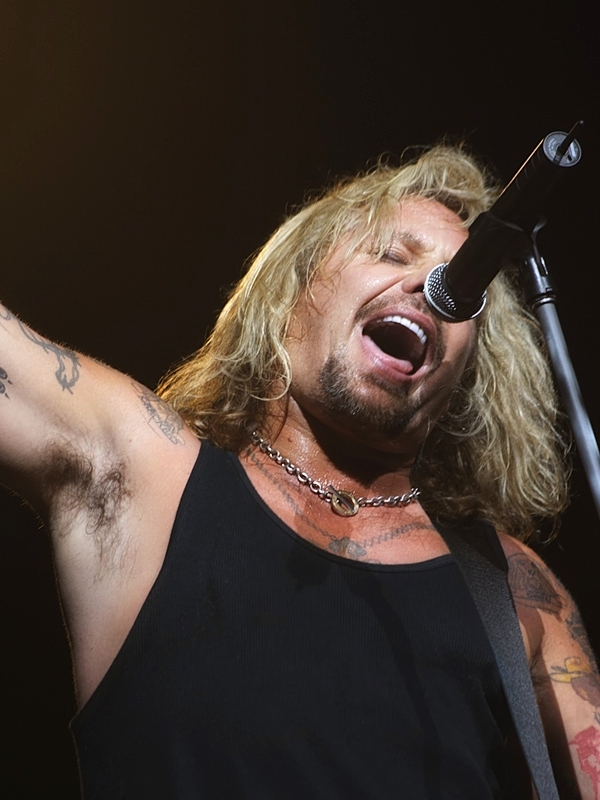
Vince Neil, vocalista de la banda figura en el puesto #33 en la lista de «Los 100 mejores vocalistas de metal de todos los tiempos según Hit Parader».

La banda apareció en un programa de cuenta regresiva en el canal VH1, «Dr. Feelgood» fue clasificada como #7 en «Greatest Air Guitar Song», «Live Wire» fue clasificada como #17 en «Mejor canción de metal de todos los tiempos», y «Home Sweet Home» fue clasificada como #12 en «Mejor power ballad de todos los tiempos». Mötley Crüe se presentó varias veces en «VH1's 100 Most Metal Moments», su punto más alto fue el #3. VH1 incluyó la cinta de Tommy Lee teniendo relaciones sexuales, The Dirt, y la orina de Ozzy Osbourne y Nikki Sixx. Todos aparecen en la cuenta regresiva. Mötley Crüe ha sido una de las muchas bandas que han aparecido en VH1 Behind the Music. La banda también se clasificó #29 en la lista de VH1 de las «Greatest Hard Rock Bands». Mötley Crüe también se clasificó como décimo en la lista de MTV «Top 10 de bandas de heavy metal de todos los tiempos».
La banda incluso tiene una versión totalmente femenina de la ciudad de Nueva York, Girls Girls Girls, que cubren todas las épocas de la música de la banda sin emular el aspecto de cualquier época.

## Influencias y estilo
Mötley Crüe ha citado a varias bandas y músicos de los años 60s y 70's como sus grandes influencias. Algunas son: The Beatles, Sweet, The Misfits, Black Sabbath, Alice Cooper, David Bowie, Judas Priest, Blue Oyster Cult, Kiss, Nazareth, Van Halen, Sex Pistols, Slade, Venom, Brownsville Station, Iron Maiden, Kix, Praying Mantis, Black Flag, New York Dolls, Heavy Load, ZZ Top,Budgie, Dead Kennedys, London, Sir Lord Baltimore, Anvil, Tygers of Pan Tang, Lucifer's Friend, Y&T, Buffalo, Blue Cheer, Saxon, Accept y Zoot. Incluso la banda ha hecho covers de algunas canciones de las bandas citadas, como «Helter Skelter» de The Beatles, «Smokin' in the Boys Room» de Brownsville Station, Welcome To Hell» de Venom y «Losers and Winners» de Accept.
El estilo de la banda en sus inicios era glam metal pero con toques de speed metal, pero poco a poco fueron cambiando a speed metal y un poco de heavy metal, debido a la caída que sufrió el glam metal por la popularidad del grunge a inicios de la década de 1990, por eso la banda empezó a experimentar más en el hard rock.
La banda también experimentó creando canciones del género «power ballad», que con ellas han tenido mucho éxito ya que la mayoría ha logrado entrar en la lista de Billboard Hot 100. Algunos ejemplos de estas son «Home Sweet Home» del álbum Theatre of Pain de 1985, «You're All I Need» del álbum Girls, Girls, Girls de 1987 y «Without You» de Dr. Feelgood de 1989.
Varias bandas han citado su influencia como banda, siendo influyentes para géneros como el speed metal, glam metal o hasta en el black metal.
Entre las bandas que más mencionan su influencia están Winger, Opeth, Tesla, Babylon A.D., Emperor, Linkin Park, Stryper, Black Veil Brides, Fozzy, Therion, Testament, Stratovarius, Ghost, Cathedral y Slipknot.

## Proyectos solistas
El primer miembro de Mötley Crüe en iniciar su carrera como solista fue el vocalista Vince Neil, en 1992 cuando salió de la banda. Algunos de los músicos que Neil reclutó después de su despido fueron Steve Stevens (antes guitarrista de Billy Idol y fundador de Atomic Playboys), Dave Marshall, Robbie Crane y Vik Foxx. A mediados de 1993, su álbum debut como solista, Exposed, fue lanzado. Vendió sólo alrededor de 300.000 copias en EE. UU., casi la misma cantidad que vendió el álbum Mötley Crüe en 1994, el cual la banda grabó con el vocalista John Corabi (antes de The Scream).
En 1995, Neil lanzó el álbum Carved in Stone, un álbum con un sonido industrial/glam metal producido por los Dust Brothers. El álbum vendió menos de 100,000 copias en EE. UU. y el contrato de Neil con Warner Bros. finalmente llegó a su fin. Algunas versiones del álbum incluyen la canción «Skylar's Song», escrita únicamente por Neil cuando murió su hija Skylar Neil.
En 2003, lanzó Live at the Whisky: One Night Only, un álbum en vivo grabado en el Whisky a Go Go, donde sólo interpretó canciones de Mötley Crüe.
En 2010, lanzó su último álbum de estudio hasta la fecha titulado Tattoos & Tequila. El álbum está compuesto en su mayoría por covers de canciones de rock de los 70, con solo un par de temas originales: «Tattoos & Tequila» (escrita por Marti Frederiksen) que fue lanzada como primer sencillo, y «Another Bad Day» (escrita por Nikki Sixx, James Michael y Tracii Guns). El álbum ha sido grabado con los miembros de Slaughter, Jeff Blando (Guitarra) y Dana Strum (Bajo) y el baterista Zoltan Chaney. Cada canción del álbum corresponde con un capítulo del libro de Vince. Neil comentó: «Este álbum no tiene nada que ver con Mötley Crüe, Tattoos & Tequila es básicamente mi vida».
El segundo miembro en iniciar su carrera como solista fue el baterista Tommy Lee, formando Methods of Mayhem en 1999 cuando abandonó la banda. En la banda aparecen colaboraciones de Fred Durst, The Crystal Method, Kid Rock, Snoop Dogg, Lil' Kim, George Clinton y Mix Master Mike. Su álbum debut homónimo fue lanzado a finales de 1999 y obtuvo la certificación de oro.
En 2002, lanzó su primer álbum en solitario titulado Never a Dull Moment, como con un sonido rap metal y electrónico.
En 2005, publicó su segundo álbum en solitario Tommyland: The Ride. El álbum fue publicado en conjunto con su libro del mismo nombre, así como con su reality de televisión Tommy Lee Goes to College. El álbum incluye el sencillo «Good Times», que es el tema de Tommy Lee Goes to College.
En 2010, publicó su segundo álbum con Methods of Mayhem titulado A Public Disservice Announcement, y fue producido por Scott Humphrey.
En 2007, Nikki Sixx, quien ya había participado antes en otras bandas, formó junto con James Michael y DJ Ashba la banda Sixx:A.M.. El nombre «Sixx:A.M.» es una combinación de los segundos nombres de los miembros (Sixx, Ashba, Michael). Este mismo año lanzaron el álbum The Heroin Diaries Soundtrack, que sirve como acompañante de la banda sonora de la autobiografía de Sixx, The Heroin Diaries: A Year in the Life of a Shattered Rock Star, que trata acerca de la grave adicción de Sixx a la heroína en 1987. De este álbum lanzaron 4 sencillos, «Life Is Beautiful», «Pray for Me», «Tomorrow» y «Accidents Can Happen».

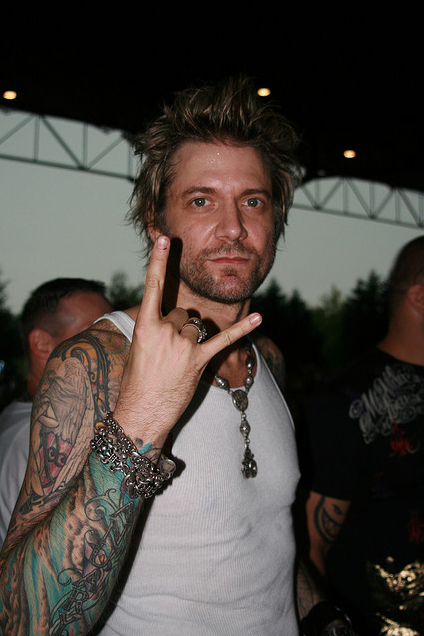
James Michael, productor y colaborador en el álbum Saints of Los Angeles de 2008.

En 2011 lanzaron su segundo álbum titulado This Is Gonna Hurt, al igual que el primer álbum, este también es el acompañante del segundo libro de Nikki Sixx del mismo nombre. El álbum debutó en el puesto número 10 en el Billboard 200, vendiendo 30.000 copias en su primera semana de lanzamiento.

## Composiciones y colaboraciones
Nikki Sixx ha compuesto la mayor parte de las canciones de la banda, ayudado por algún otro miembro. Para escribir estas canciones, se basa en su estilo de vida y en diversas cosas que les han pasado a lo largo de su vida y en su carrera, un ejemplo de esto es «Kickstart My Heart», que Nikki escribió después de haber sufrido una sobredosis que lo llevó a la muerte en 1987 y que después de este hecho resucitó horas más tarde, gracias a un médico que le dio dos inyecciones de adrenalina al corazón. Otro claro ejemplo de esto, se puede notar en el video de la canción «If I Die Tomorrow», en el que cada miembro de la banda aparece «recreando» un momento terrible en el pasado de su vida. En la escena de Neil, aparece chocando en su auto con su compañero de al lado, como sucedió en 1984 con Nicholas Dingley; Lee aparece como si estuviera en la cárcel; Mars aparece luchando con su terrible enfermedad «espondilitis anquilosante»; y por último aparece Sixx con una inyección de heroína.
En el EP Quaternary de 1994, cada miembro de la banda compuso una canción por ellos mismos, excepto la canción «Babykills», que la compusieron entre todos los miembros.
Al igual que algunos miembros de la banda han colaborado junto con otras bandas como Papa Roach y Crashdïet, desde el álbum New Tattoo de 2000, James Michael (vocalista de Sixx:A.M.) ha colaborado en canciones de la banda como en la canción «New Tattoo» y «She Needs Rock & Roll».
En el álbum de la banda Saints of Los Angeles de 2008, la mayoría de las canciones fueron compuestas por Nikki Sixx, James Michael, DJ Ashba (miembros de Sixx:A.M.) y Marti Frederiksen, solo en algunas participaron otros miembros de la banda, como en la canción «Mutherfucker of the Year» colaboró Mick Mars y en «This Ain't a Love Song» colaboró Tommy Lee. En este álbum el productor fue el vocalista de Sixx:A.M. James Michael.

## Miembros
|            |           |            |        |
| Vince Neil | Tommy Lee | Nikki Sixx | John 5 |

### Formación actual
- Vince Neil – Voz, guitarra rítmica, armónica (1981–1992, 1997–2015, 2018-presente)
- John 5 – Guitarra líder, talkbox, coros (2022-presente)
- Nikki Sixx – Bajo, teclados, piano, coros (1981–2015, 2018-presente)
- Tommy Lee – Batería, percusión, teclados, piano, coros (1981–1999, 2004–2015, 2018-presente)

### Miembros Antiguos
- John Corabi – Voz, guitarra rítmica, bajo, teclados, piano (1992–1997)
- Randy Castillo – Batería, percusión (1999–2002, su muerte)
- Samantha Maloney – Batería, percusión (2002–2004, baterista del tour: 2000-2002)
- Mick Mars – Guitarra líder, talkbox, coros (1981–2015, 2018-2022)

### Línea de tiempo
|                   |                    |                 |                     |              |            |             |                   |                |                      |            |                       |            |            |                |           |           |           |
| Too Fast for Love | Shout at the Devil | Theatre of Pain | Girls, Girls, Girls | Dr. Feelgood |            | Mötley Crüe | Generation Swine> | New Tattoo     | Red, White, and Crue |            | Saints of Los Angeles |            |            |                |           |           |           |
| 1981/ 1982        | 1983/ 1984         | 1985/ 1986      | 1987/ 1988          | 1989/ 1991   | 1992/ 1993 | 1994/ 1996  | 1997/ 1999        | 2000/ 2002     | 2003/ 2004           | 2005/ 2007 | 2008/ 2009            | 2010/ 2015 | 2018/ 2022 | 2023/ presente |           |           |           |
| Vince Neil        | Vince Neil         | Vince Neil      | Vince Neil          | Vince Neil   | Vince Neil | John Corabi | Vince Neil        | Vince Neil     | Vince Neil           | Vince Neil | Vince Neil            | Vince Neil | Vince Neil | Vince Neil     |           |           |           |
| Tommy Lee         | Tommy Lee          | Tommy Lee       | Tommy Lee           | Tommy Lee    | Tommy Lee  | Tommy Lee   | Tommy Lee         | Randy Castillo | Tommy Lee            | Tommy Lee  | Tommy Lee             | Tommy Lee  | Tommy Lee  | Tommy Lee      | Tommy Lee | Tommy Lee | Tommy Lee |
| Mick Mars         | Mick Mars          | Mick Mars       | Mick Mars           | Mick Mars    | Mick Mars  | Mick Mars   | Mick Mars         | Mick Mars      | Mick Mars            | Mick Mars  | Mick Mars             | Mick Mars  | Mick Mars  | John 5         |           |           |           |
| Nikki Sixx        |                    |                 |                     |              |            |             |                   |                |                      |            |                       |            |            |                |           |           |           |

|  | Álbum editado |  | Voz/guitarra rítmica |  | Bajo/teclados/coros |

|  | Batería |  | Guitarra líder/coros |

Cronología

## Discografía
| Álbumes de estudio - Too Fast For Love (1981) - Shout at the Devil (1983) - Theatre of Pain (1985) - Girls, Girls, Girls (1987) - Dr. Feelgood (1989) - Mötley Crüe (1994) - Generation Swine (1997) - New Tattoo (2000) - Saints of Los Angeles (2008) Álbumes recopilatorios - Decade of Decadence (1991) - Greatest Hits (1998) - Supersonic and Demonic Relics (1999) - The Millennium Collection: The Best of Mötley Crüe (2003) - Red, White & Crüe (2005) - Classic Mötley Crüe (2005) - Rock Legends (2008) - Greatest Hits (2009) - The Dirt Soundtrack (2019) Cajas recopilatorias - Music to Crash Your Car to: Vol. 1 (2003) - Music to Crash Your Car to: Vol. 2 (2004) - Loud as F@*k (2004) - Journals of the Damned (2008) | Álbumes en vivo - Live: Entertainment or Death (1999) - Carnival of Sins Live (2006) EP - Raw Tracks (1988) - Raw Tracks 2 (1990) - Quaternary (1994) Multimedia - Mötley Crüe: Uncensored (1986) - Mötley Crüe: Dr. Feelgood the Videos (1990) - Mötley Crüe: Decade of Decadence '81-'91 (1992) - Behind the Music: Mötley Crüe (1998) - Lewd, Crüed & Tattooed (2001) - Mötley Crüe: Greatest Video Hits (2003) - Classic Mötley Crüe: Universal Masters DVD Collection (2005) - Carnival Of Sins Live (2005) - Crüe Fest (2009) Álbumes tributo - Kickstart My Heart: a Tribute to Mötley Crüe (1999) |

| Re-lanzamientos Después de que el contrato de la banda terminó con Elektra Records, la banda decidió crear su propio sello llamado Mötley Records. Más tarde la bando volvió a lanzar todos sus álbumes incluyendo canciones adicionales inéditas y demos que no habían sido incluidos de la era específica de cada álbum. En estos re-lanzamientos, los álbumes contenían de 3 a 7 canciones adicionales, y algunos incluían vídeos e instrumentales.[cita requerida] |

Sencillos
| - «Live Wire» (1982) - «Shout at the Devil» (1983) - «Looks That Kill» (1984) - «Too Young to Fall in Love» (1984) - «Smokin' in the Boys Room» (1985) - «Home Sweet Home» (1985) - «Girls, Girls, Girls» (1987) - «Wild Side» (1987) - «You're All I Need» (1987) - «Dr. Feelgood» (1989) - «Kickstart My Heart» (1989) - «Without You» (1990) - «Don't Go Away Mad (Just Go Away)» (1990) - «Same Ol' Situation (S.O.S.)» (1990) - «Primal Scream» (1991) - «Home Sweet Home '91» (1991) | - «Hooligan's Holiday» (1994) - «Misunderstood» (1994) - «Afraid» (1997) - «Beauty» (1997) - «Bitter Pill» (1998) - «Teaser» (1999) - «Hell on High Heels» (2000) - «If I Die Tomorrow» (2005) - «Sick Love Song» (2005) - «Saints of Los Angeles» (2008) - «Mutherfucker of the Year» (2008) - «White Trash Circus» (2009) - « Sex (Single)» (2012) - « All Bad Things Must Come To And End (Single)» (2014) |

## Giras
| - Anywhere, USA – Northern California Tour (1980) - Too Fast For Love Tour (1981-1982) - Crüesing Through Canada Tour (1982) - Mötley Crüe World Tour (1983-1984) - Welcome To The Theatre Of Pain Tour (1985-1986) - Girls, Girls, Girls World Tour 87/88 (1987) - Moscow Music Peace Festival (1989) - Dr. Feelgood World Tour '89–'90 (1989-1990) - Monsters Of Rock Tour 1991 (1991) - Live Swine Listening Party (1997) - Mötley Crüe vs. The Earth Tour (1997) - Greatest Hits Tour (1998-1999) - Maximum Rock Tour (1999) (con Scorpions) - Welcome To The Freekshow Tour (1999) - Maximum Rock 2000 Tour (2000) (con Megadeth) - New Tattoo Japan Tour 2000 (2000) | - Red, White & Crüe Tour 2005...Better Live Than Dead (2005) - Carnival Of Sins Tour (2005-2006) - Route of All Evil Tour (2006) (con Aerosmith) - Mötley Crüe Tour 2007 (2007) - Crüe Fest (2008) (con Buckcherry, Papa Roach, Sixx:A.M. y Trapt) - Saints Of Los Angeles World Tour (2008) - Saints Of Los Angeles Tour (2009) - Saints of Los Angeles European Tour (2009) - Crüe Fest 2 (2009) (con Godsmack, Theory of a Deadman, Drowning Pool y Charm City Devils) - The Dead of Winter Canadian Tour (2010) - Ozzfest 2010 Tour (2010) - Sonisphere Festival (2010) - Glam-A-Geddon (2011) (con Poison y New York Dolls) - The Tour (2012) (con Kiss) - The Final Tour (2014-2015) |

## Premios y nominaciones
American Music Awards

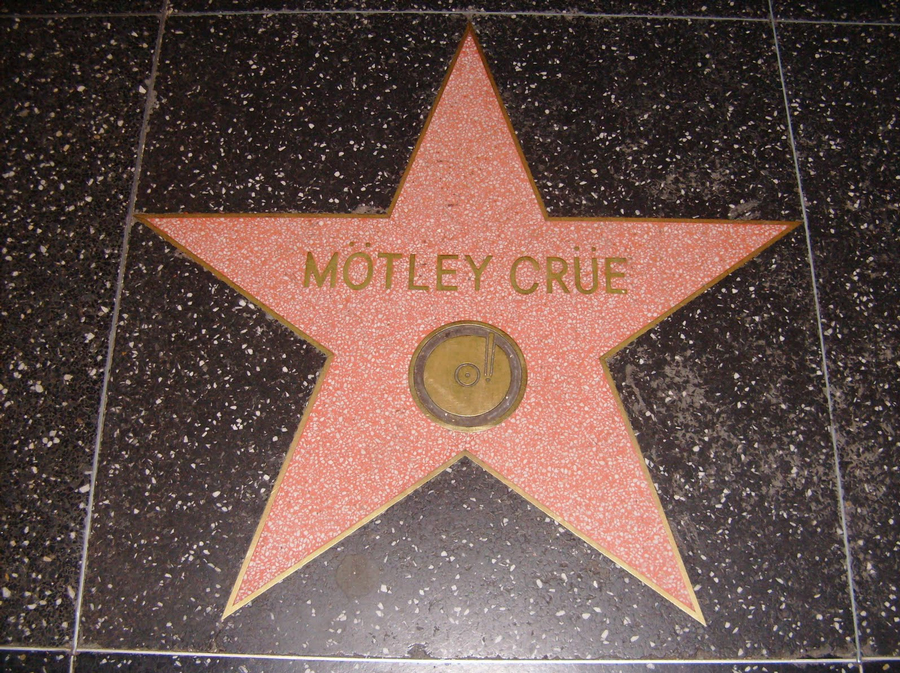
Estrella de Mötley Crüe en el Paseo de la Fama de Hollywood, reconocimiento que recibieron en 2006.

- Dr. Feelgood - Favorite Heavy Metal/Hard Rock Album - Nominado (1990)
- Mötley Crüe - Favorite Heavy Metal/Hard Rock Artist - Nominado (1990)
- Dr. Feelgood - Favorite Heavy Metal/Hard Rock Album - Ganador (1991)
- Mötley Crüe - Favorite Heavy Metal/Hard Rock Artist - Nominado (1991)

Grammy Awards
- «Dr. Feelgood» - Best Hard Rock Performance - Nominado (1990)
- «Kickstart My Heart» - Best Hard Rock Performance - Nominado (1991)
- «Saints of Los Angeles» - Best Hard Rock Performance - Nominado (2009)

MTV Video Music Awards
- «Kickstart My Heart» - Best Heavy Metal Video - Nominado (1990)

Hollywood Walk of Fame
- Mötley Crüe - Hollywood Walk of Fame - Mötley Crüe introducido en 2006[213][214][215][216]